# Städel

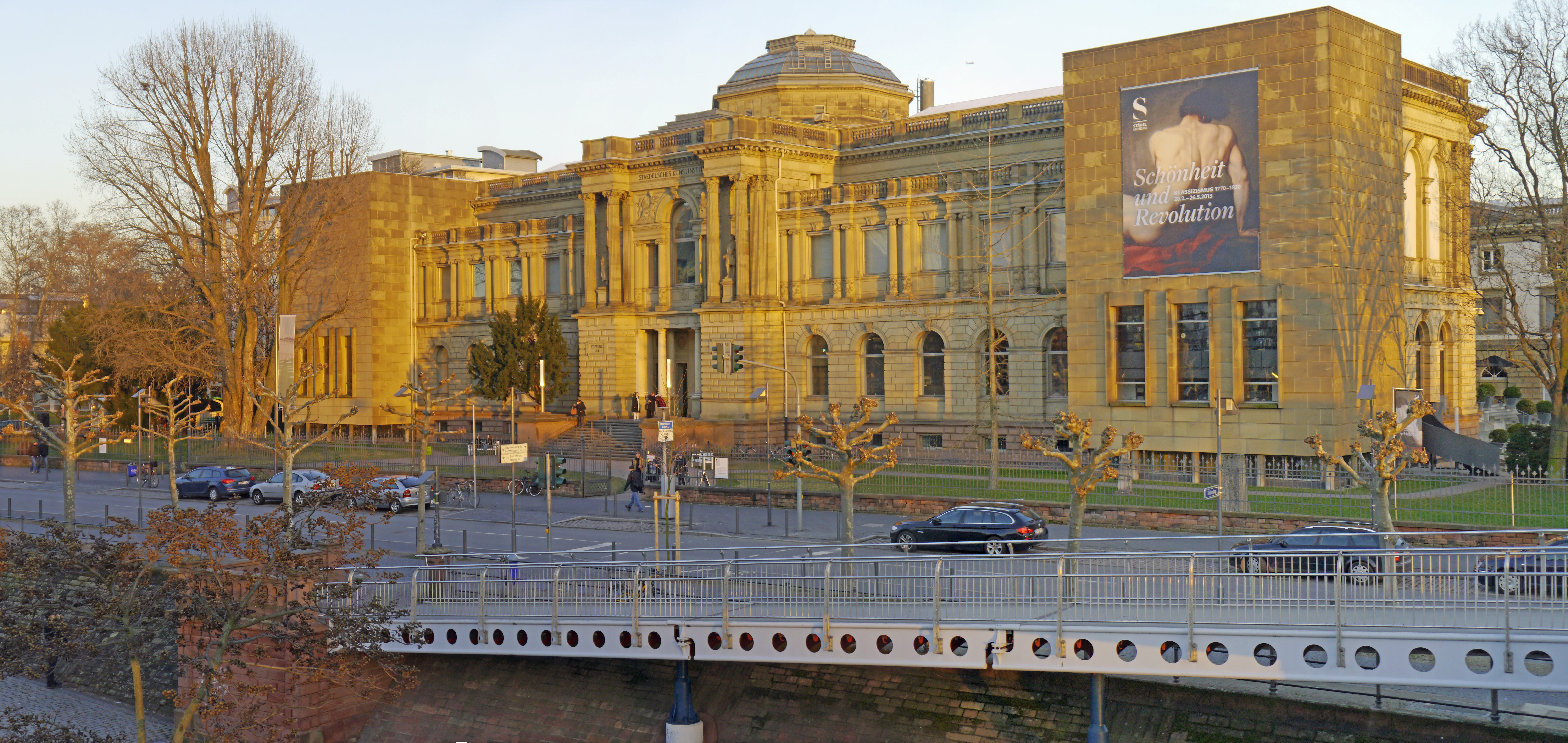
Muzeul Städel, amplasat pe „Malul muzeelor”

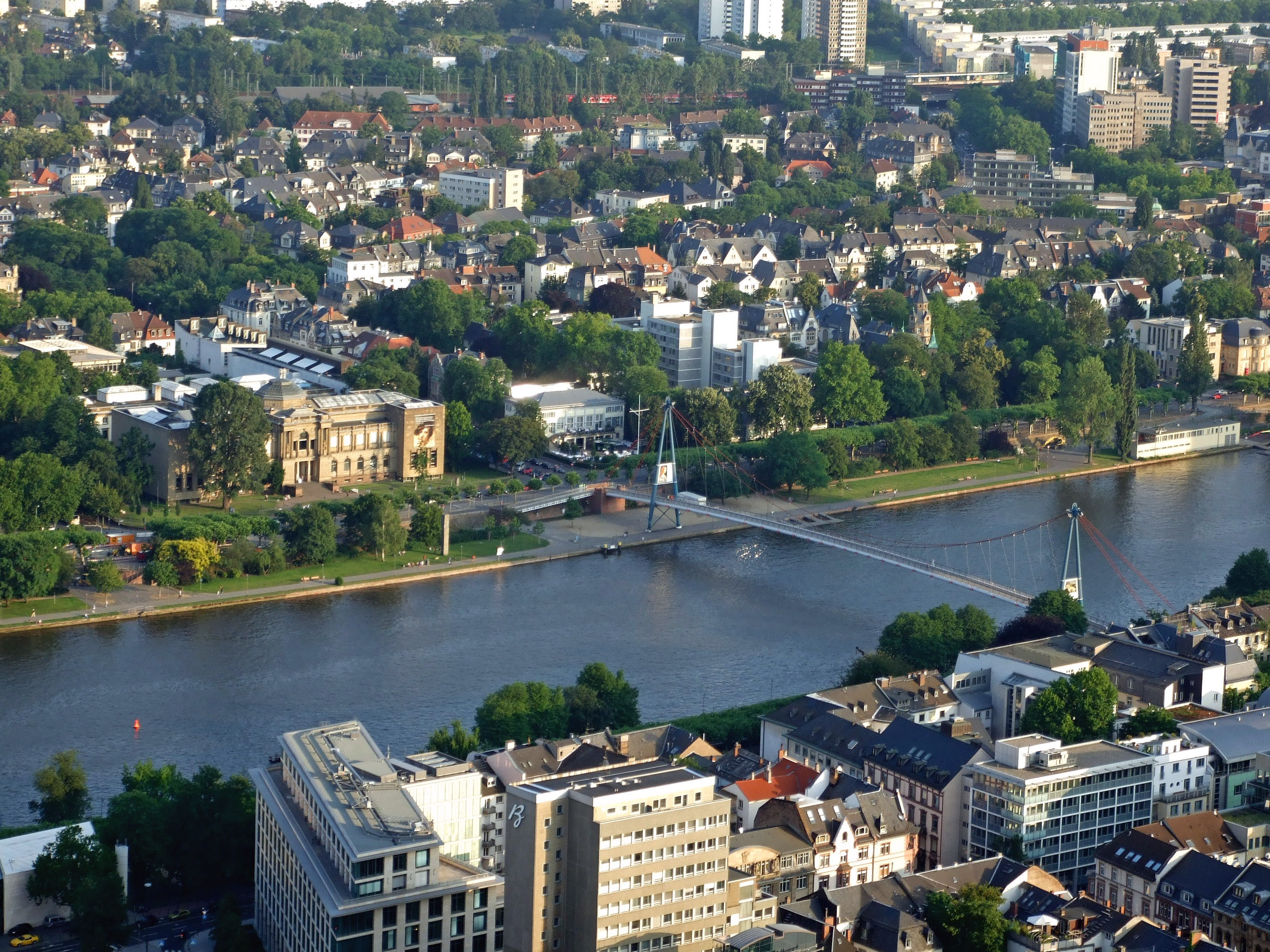
Aripa sudică a muzeului (sus)

Städel (nume oficial german: Städelsches Kunstinstitut und Städtische Galerie, în traducere „Institutul de Arte Städel și Galeria Orășenească”) este unul din cele mai importante muzee de artă germane; se află în orașul Frankfurt pe Main, Germania. „Städel” se pronunță în germană /ˈʃte.dəl/ (v. AFI).
Colecția cuprinde astăzi circa 2.700 de picturi din Evul Mediu până în epoca modernă, dintre care circa 600 sunt expuse permanent.
Muzeul a fost fondat de bancherul și negustorul de condimente Johann Friedrich Städel.

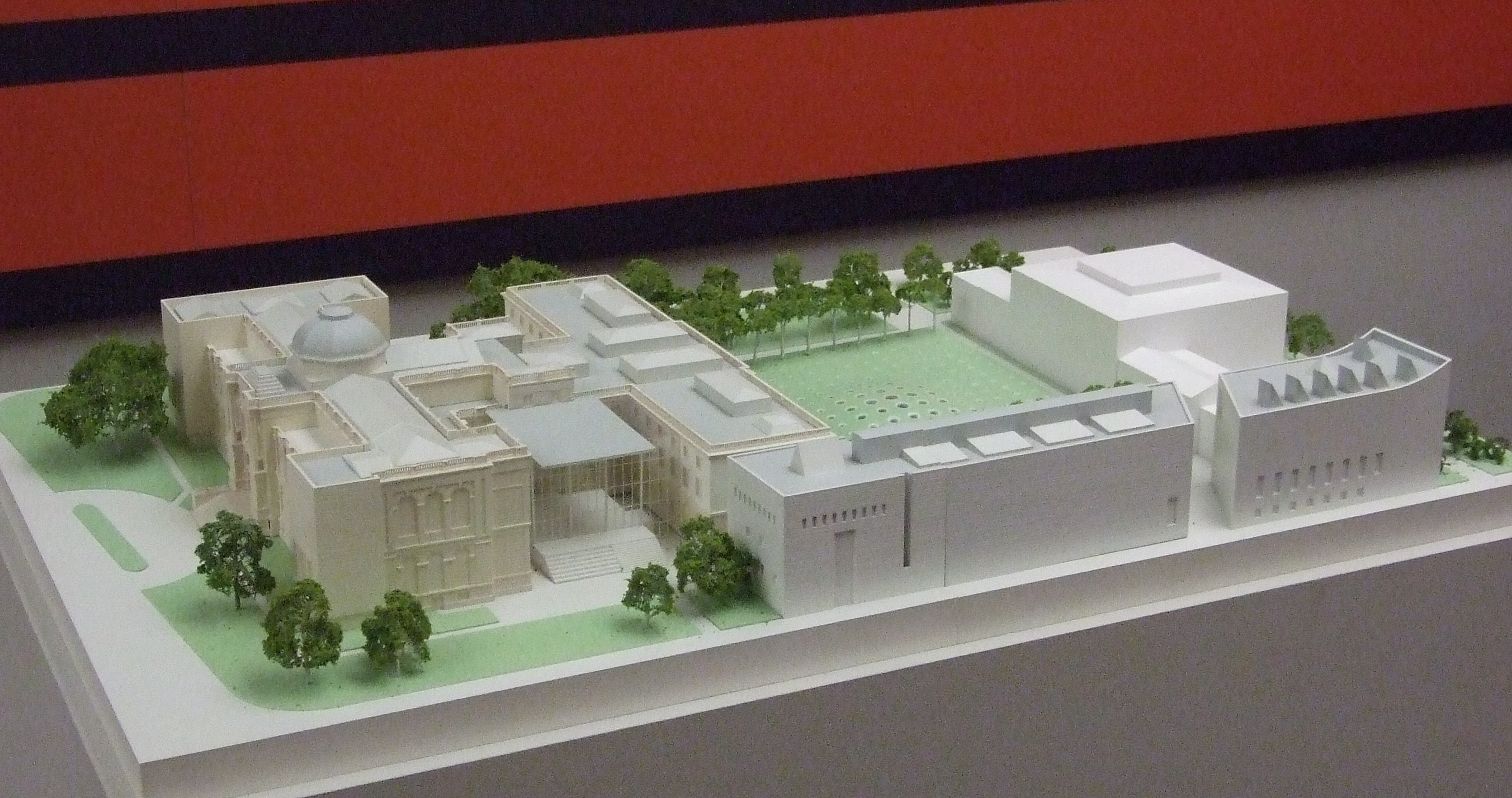
Model cu extinderea clădirii actuale

## Colecția
Colecția prezintă lucrări ale artei europene începând cu secolul al XIV-lea, din perioada gotică, a Renașterii, a barocului, din secolul al XIX-lea și până în prezent.

### Epoca medievală

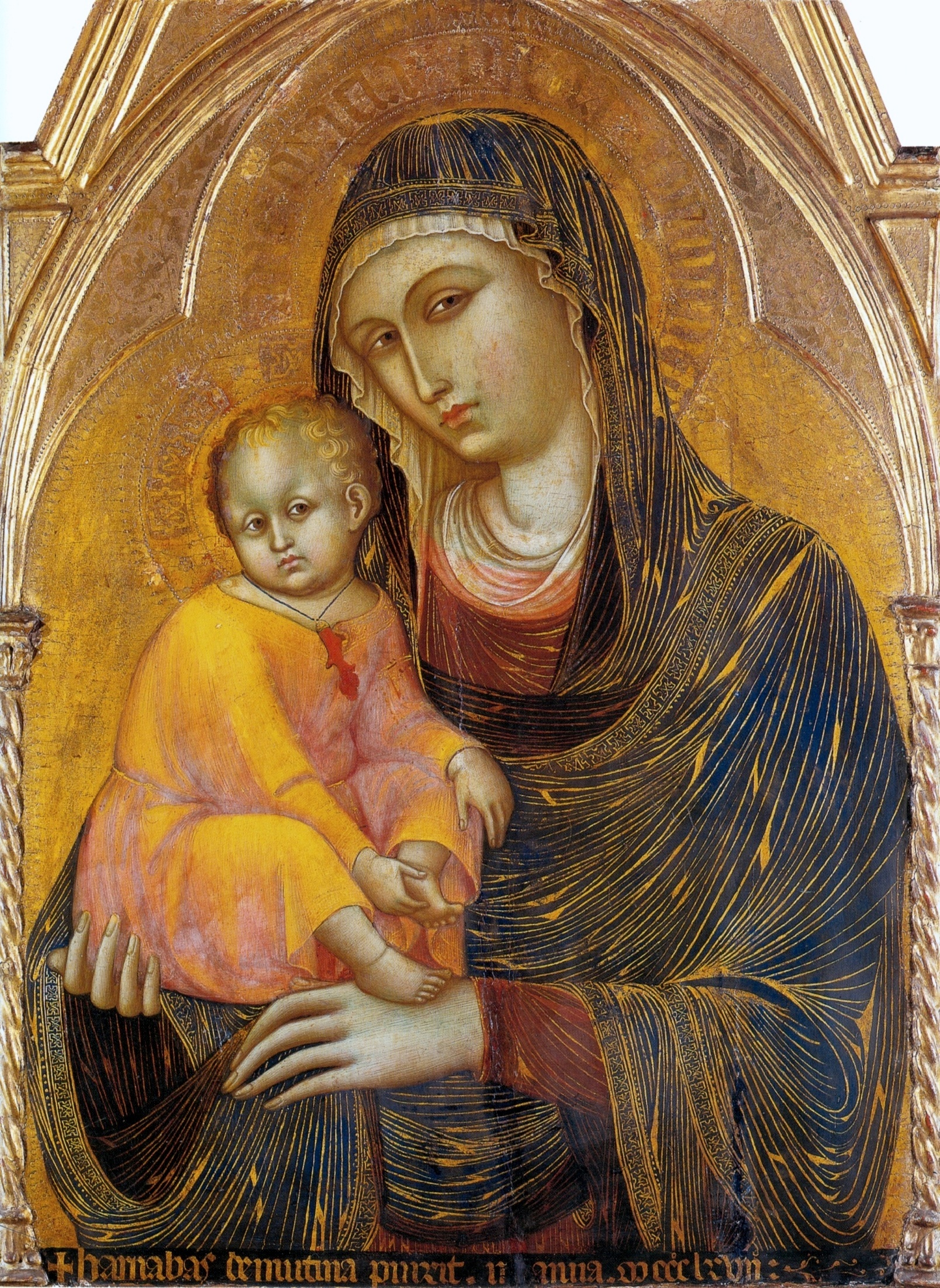
Madonna mit Kind (traducere: Madona cu copilul), de Barnaba da Modena, 1367
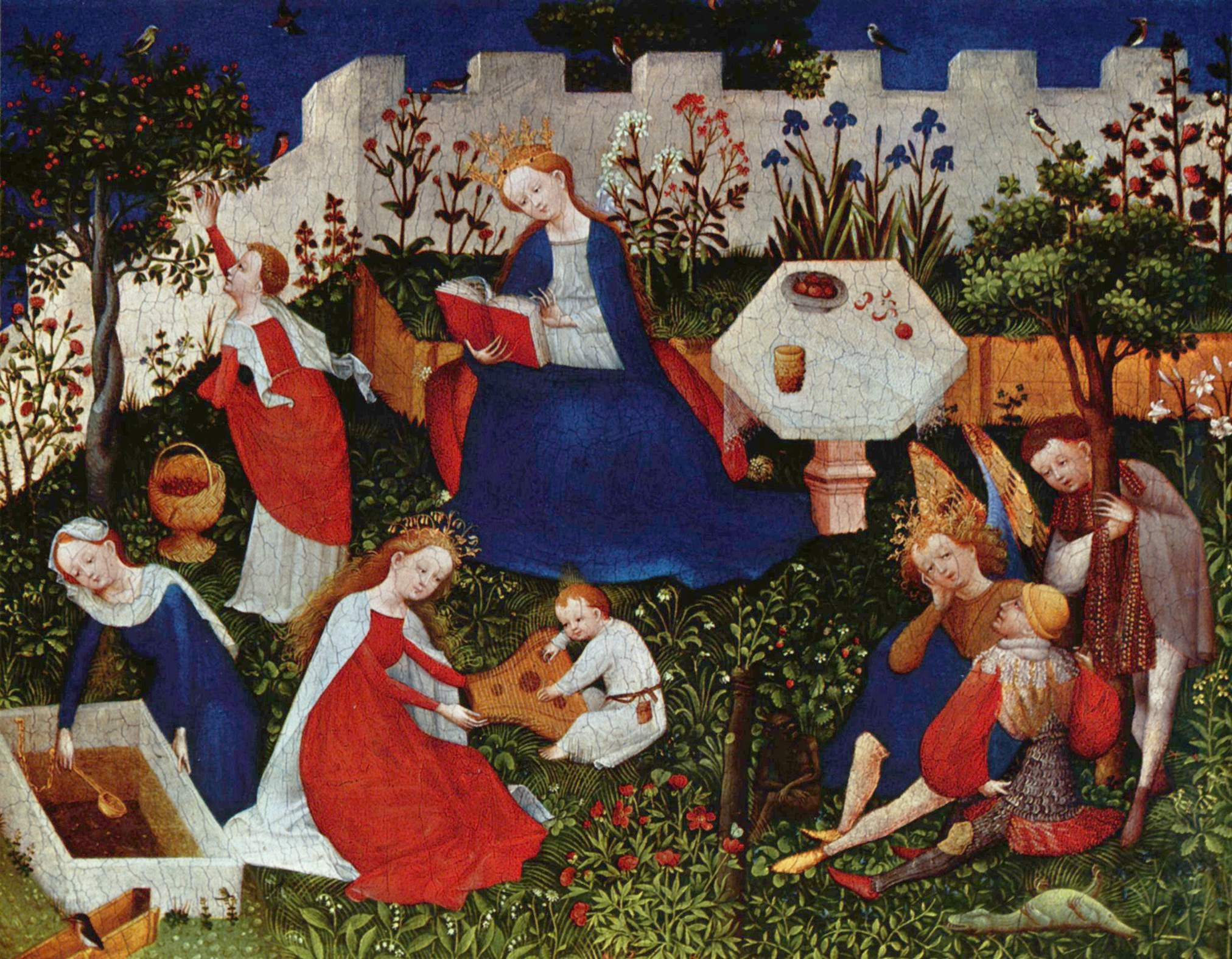
Paradiesgärtlein (Grădiniţa paradisului), de un maestru din regiunea Oberrhein, 1410/1420

### Renașterea

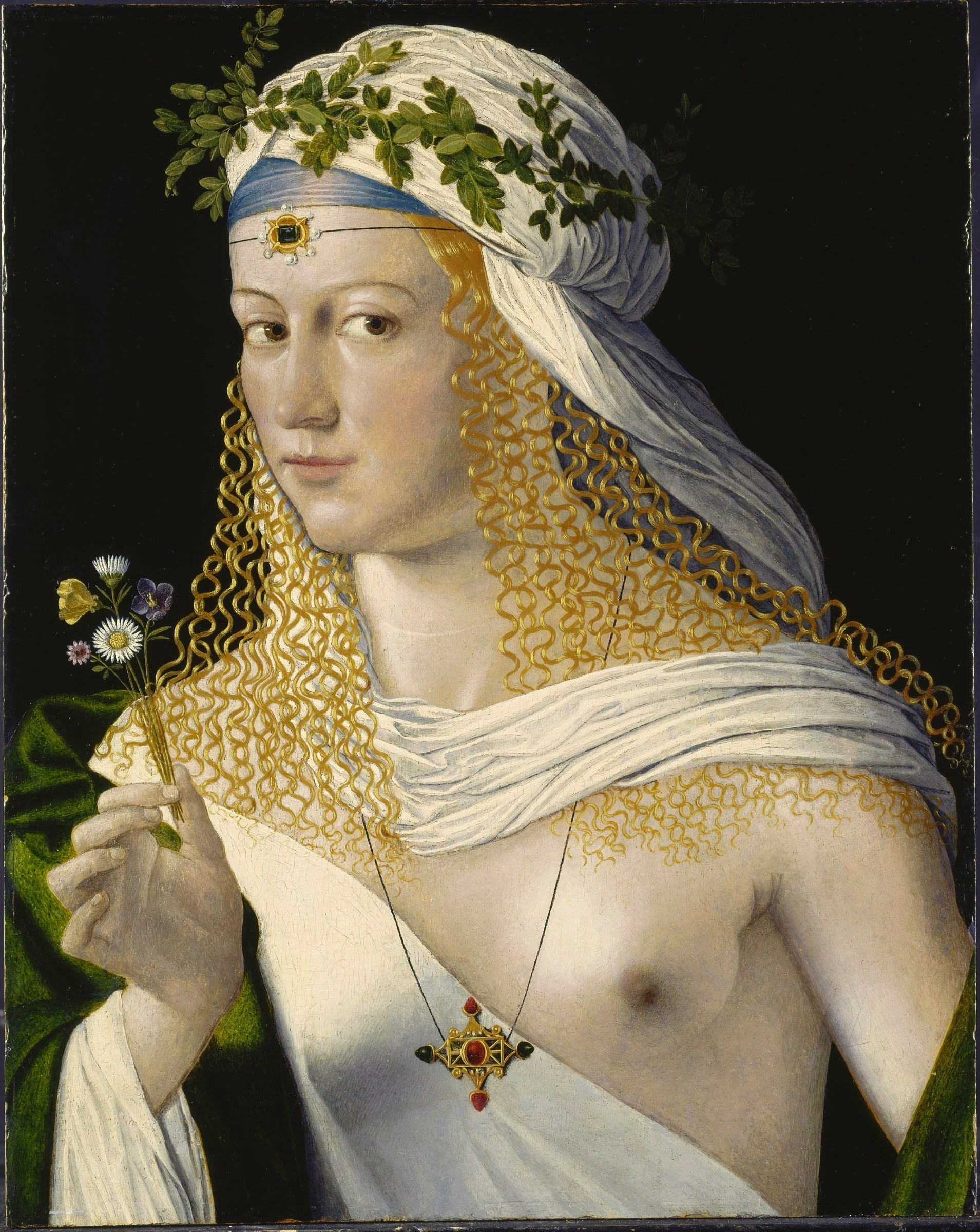
Lucrezia Borgia, de Bartolomeo Veneto, 1520/1525
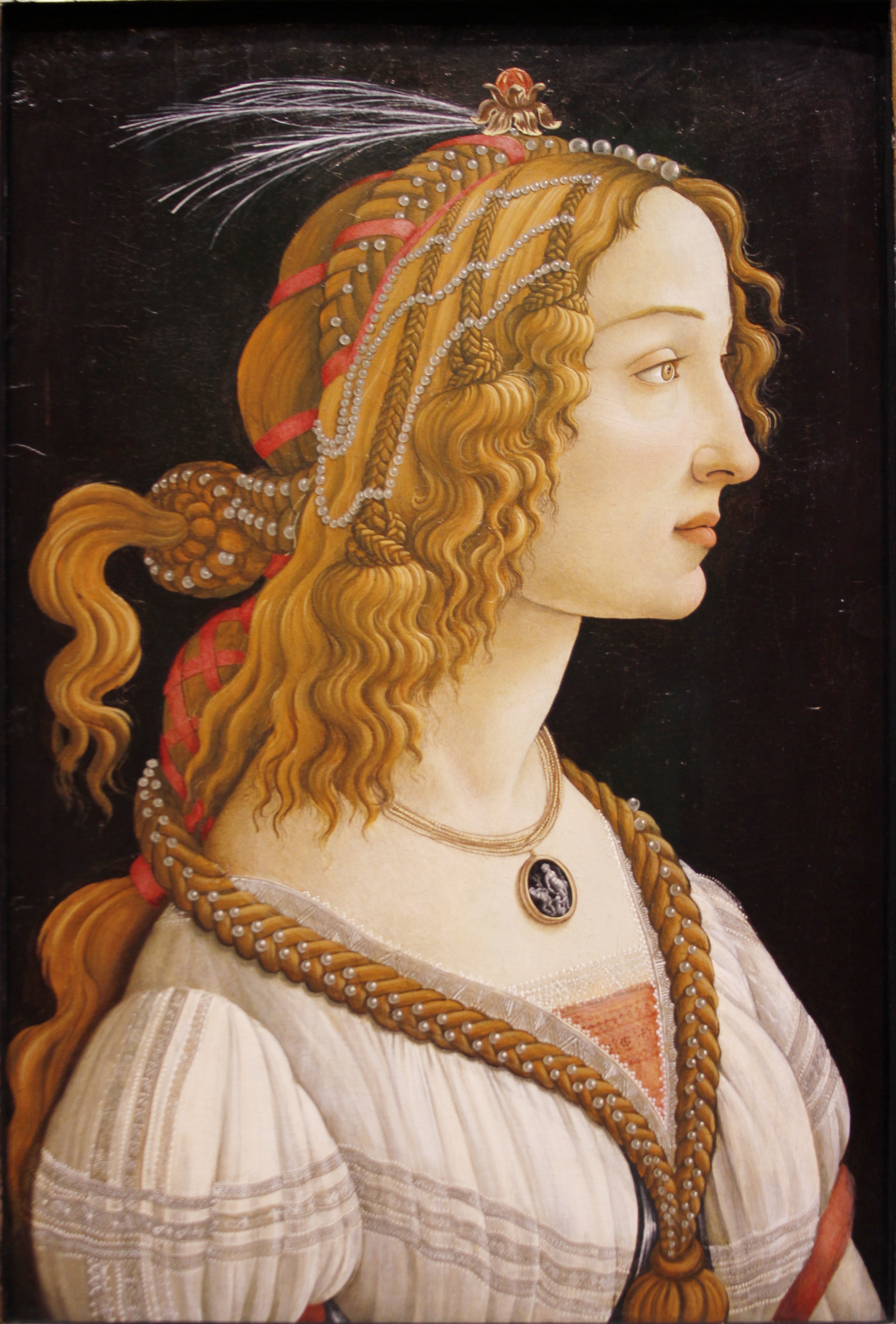
Portret, de Sandro Botticelli, 1480
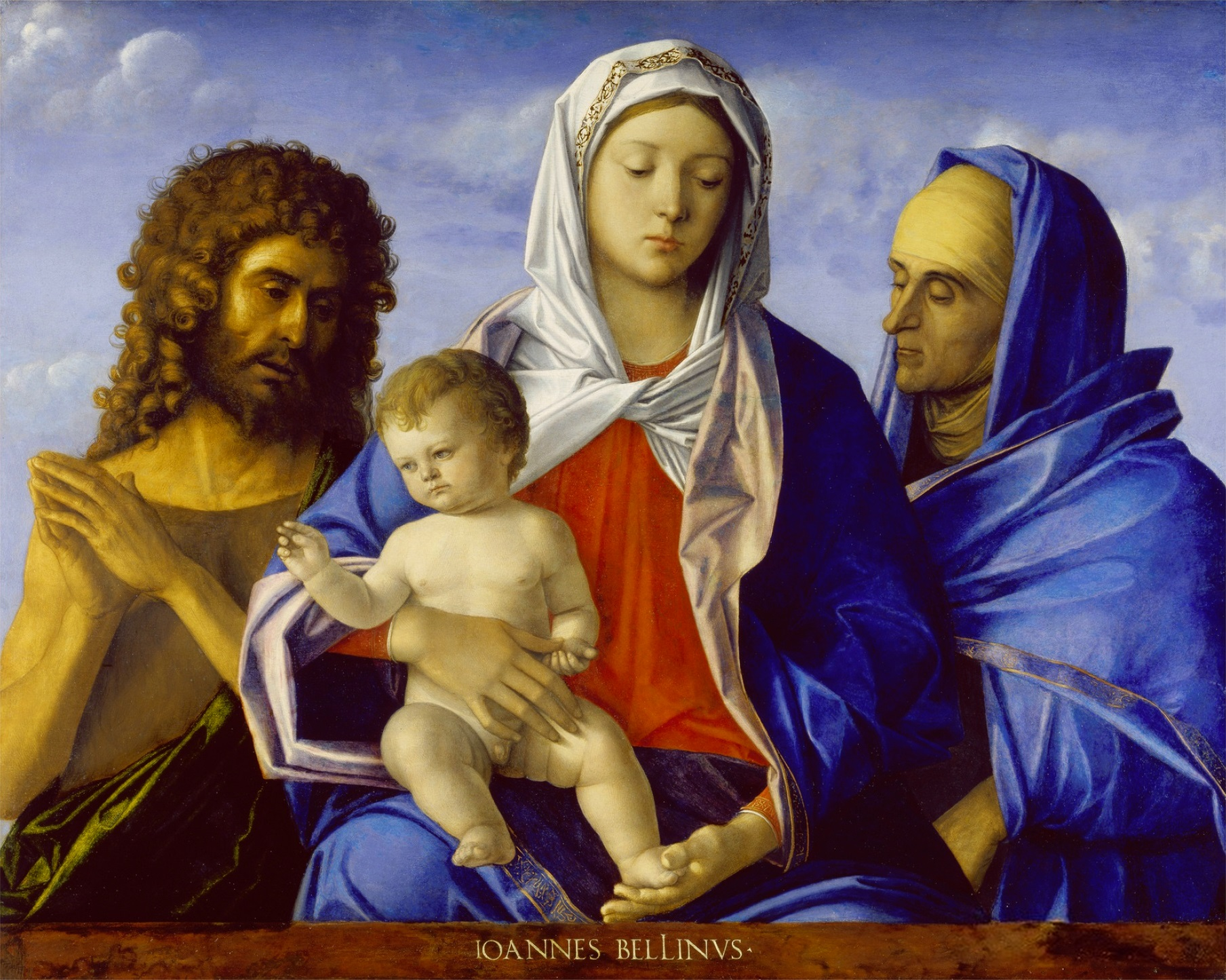
Madonna mit Kind, Johannes dem Täufer und der heiligen Elisabeth (Madona cu copilul, Ioan Botezătorul şi sf. Elisabeta), de Giovanni Bellini, începutul sec. XVI
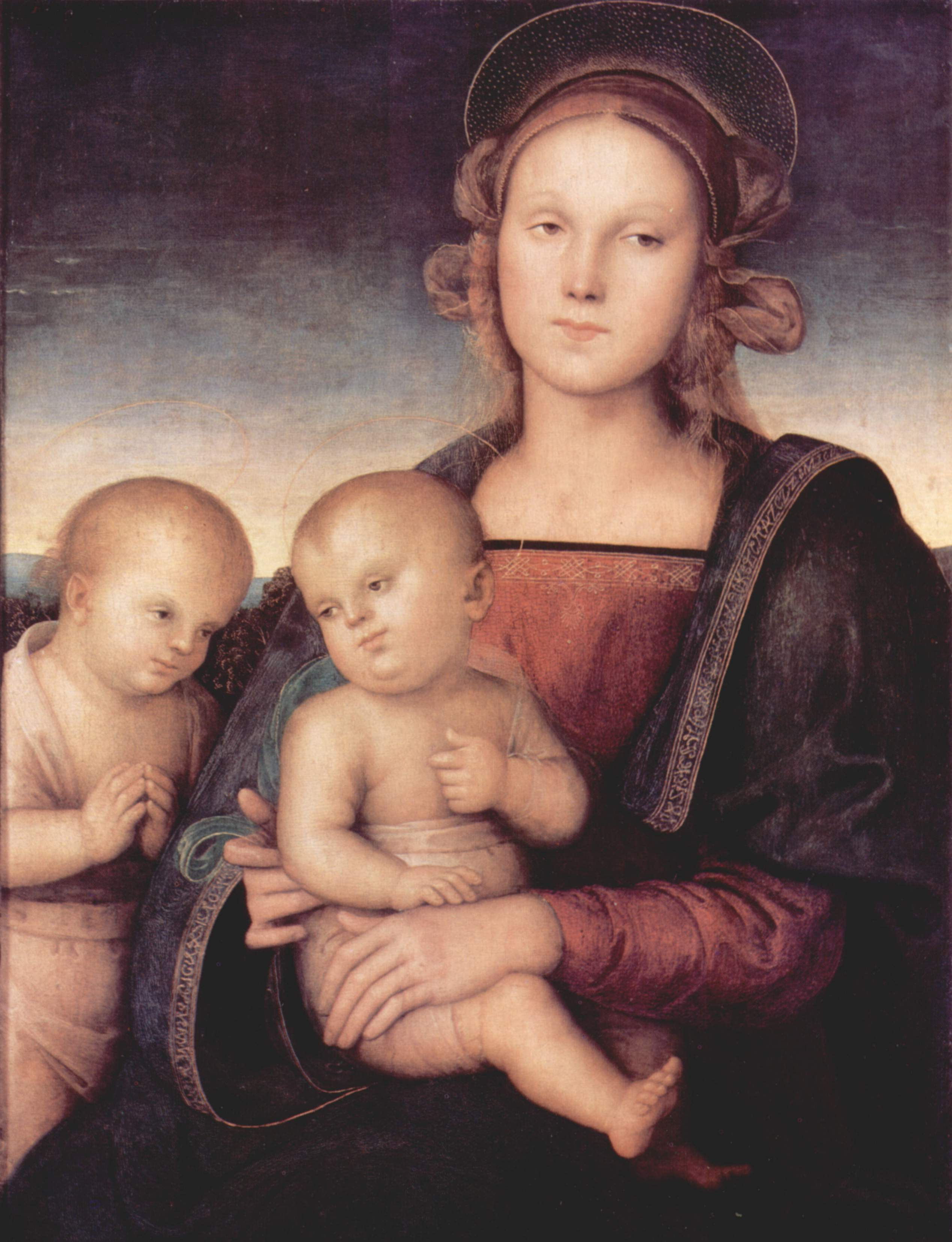
Madonna con Bambino e San Giovannino, de Perugino şi Rafael, 1500

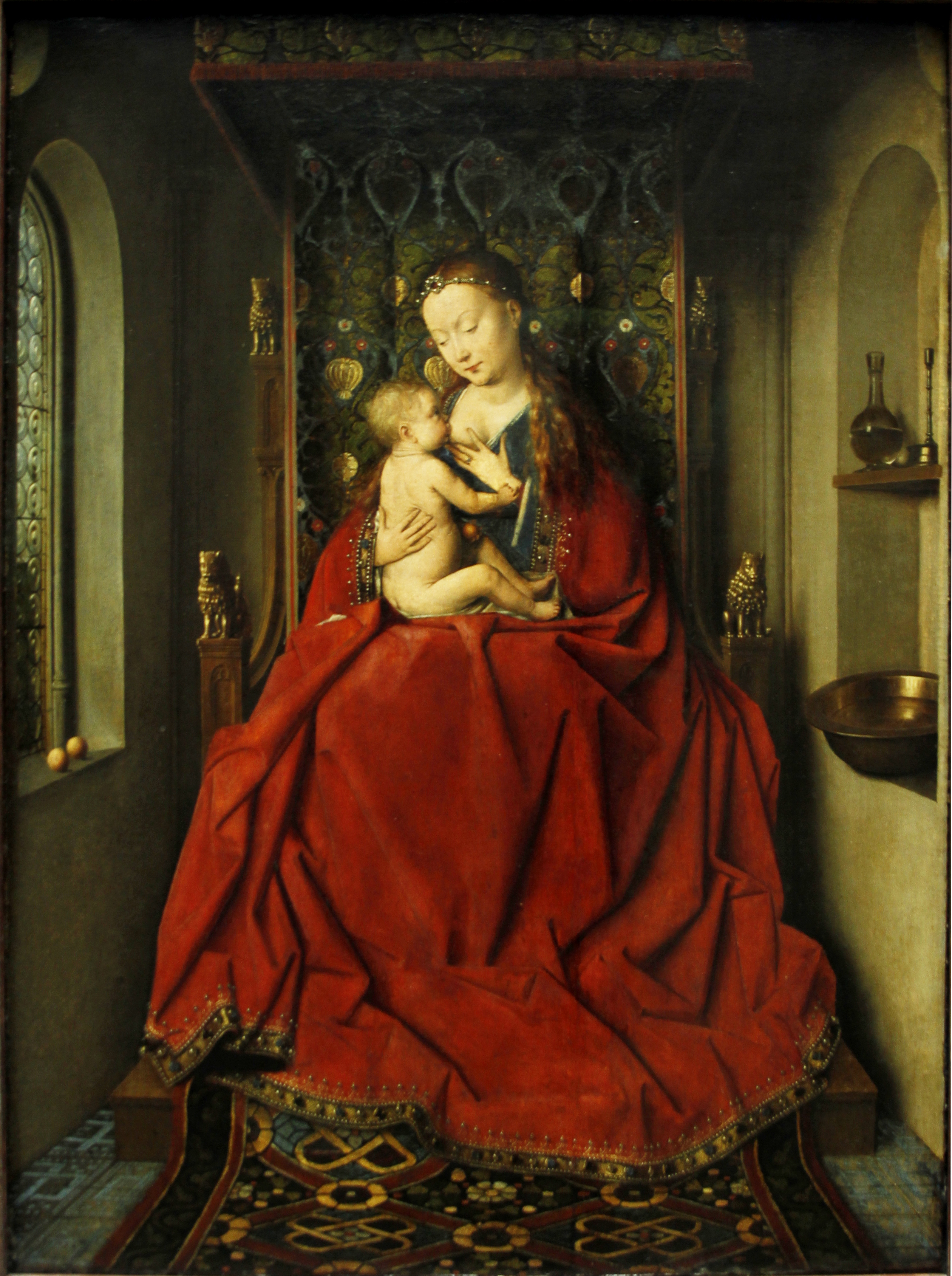
Lucca-Madonna (Madona din Lucca), de Jan van Eyck, 1437/1438
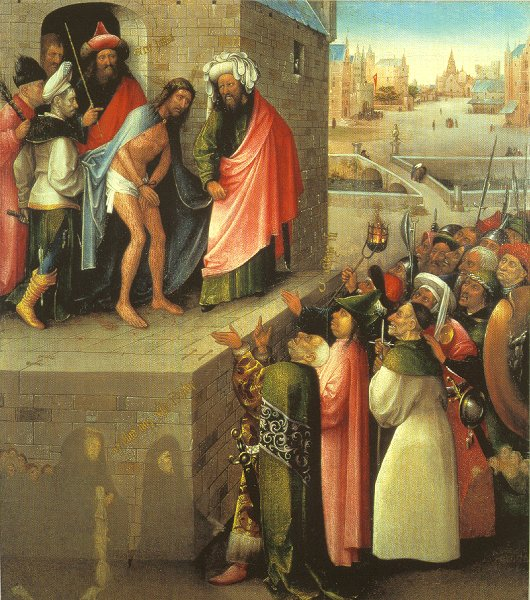
Ecce Homo, de Hieronymus Bosch, circa 1480/1490
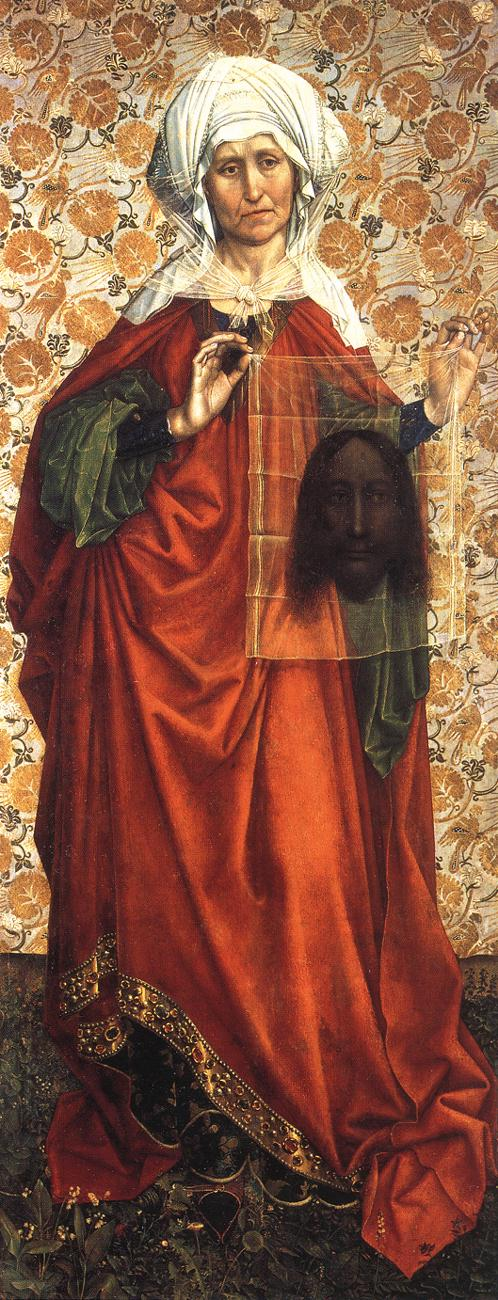
Heilige Veronika mit dem Schweißtuch (Sf. Veronica cu şervetul de sudoare), de Robert Campin, 1430

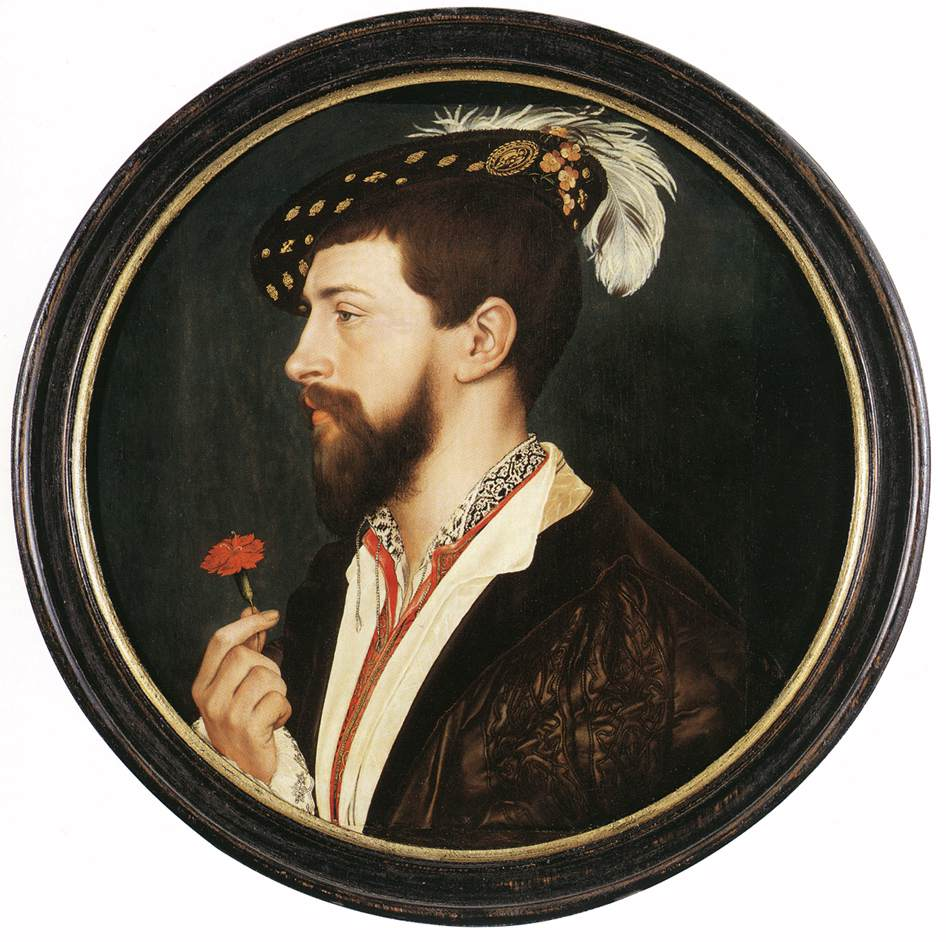
Bildnis des Simon George of Cornwall (Portretul lui Simon George of Cornwall), de Hans Holbein cel Tânăr, 1535/1540
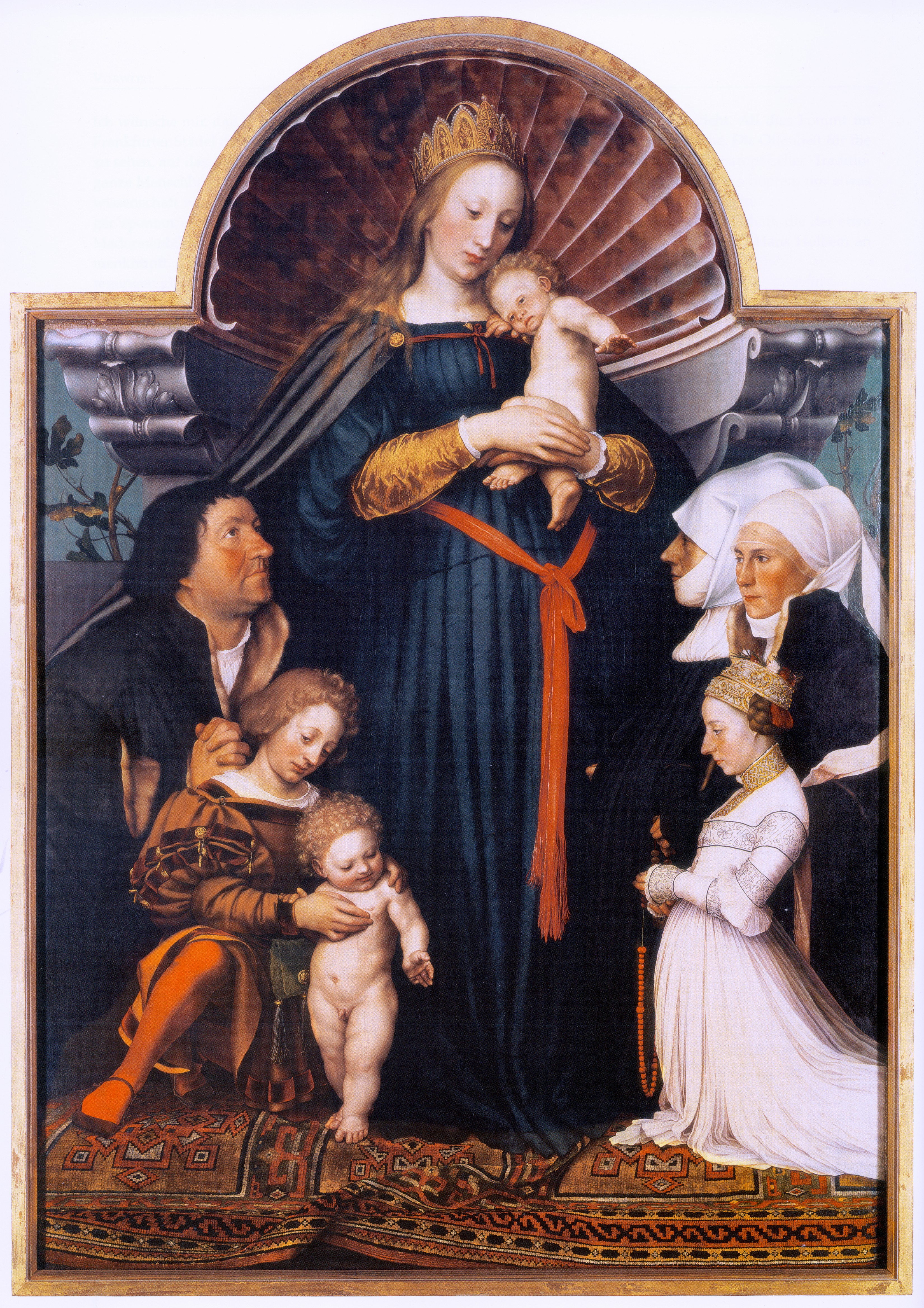
Darmstädter Madonna (Madona din Darmstadt), de Hans Holbein cel Tânăr, 1526/1528
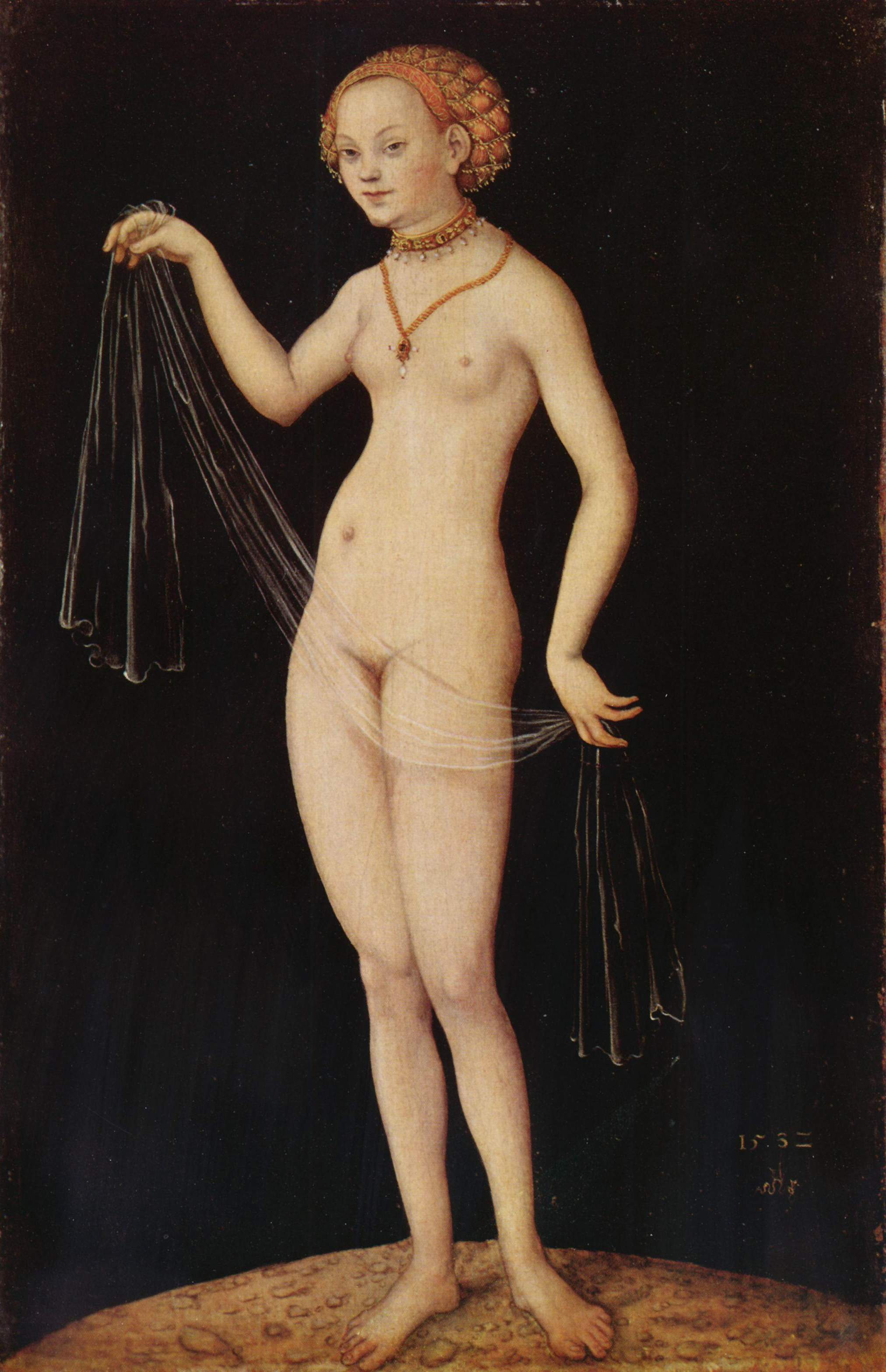
Venus, de Lucas Cranach cel Bătrân, 1532
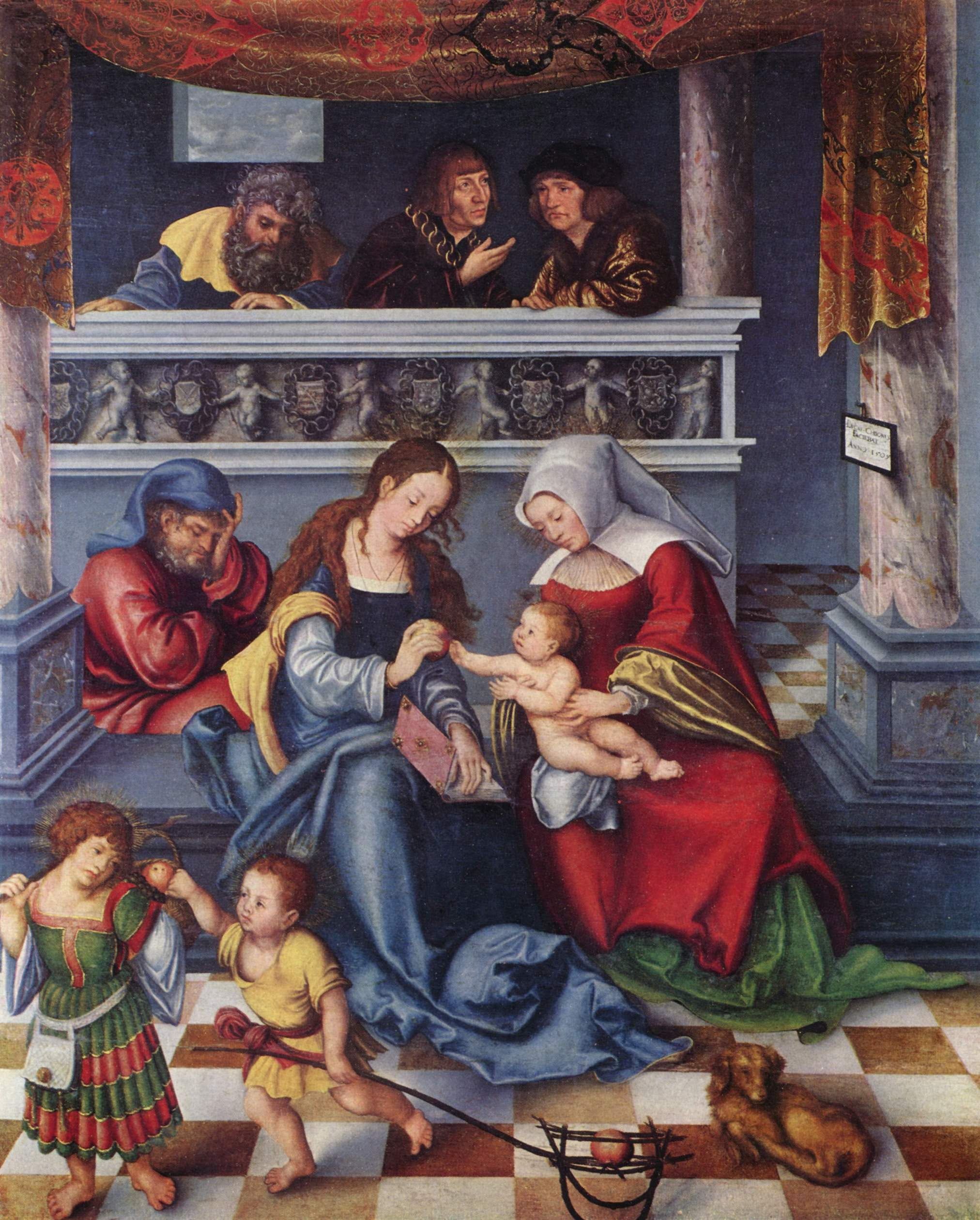
Mitteltafel des Torgauer Altars (partea mijlocie a Altarului din Torgau), de Lucas Cranach cel Bătrân, 1509

### Baroc și epoca rococo

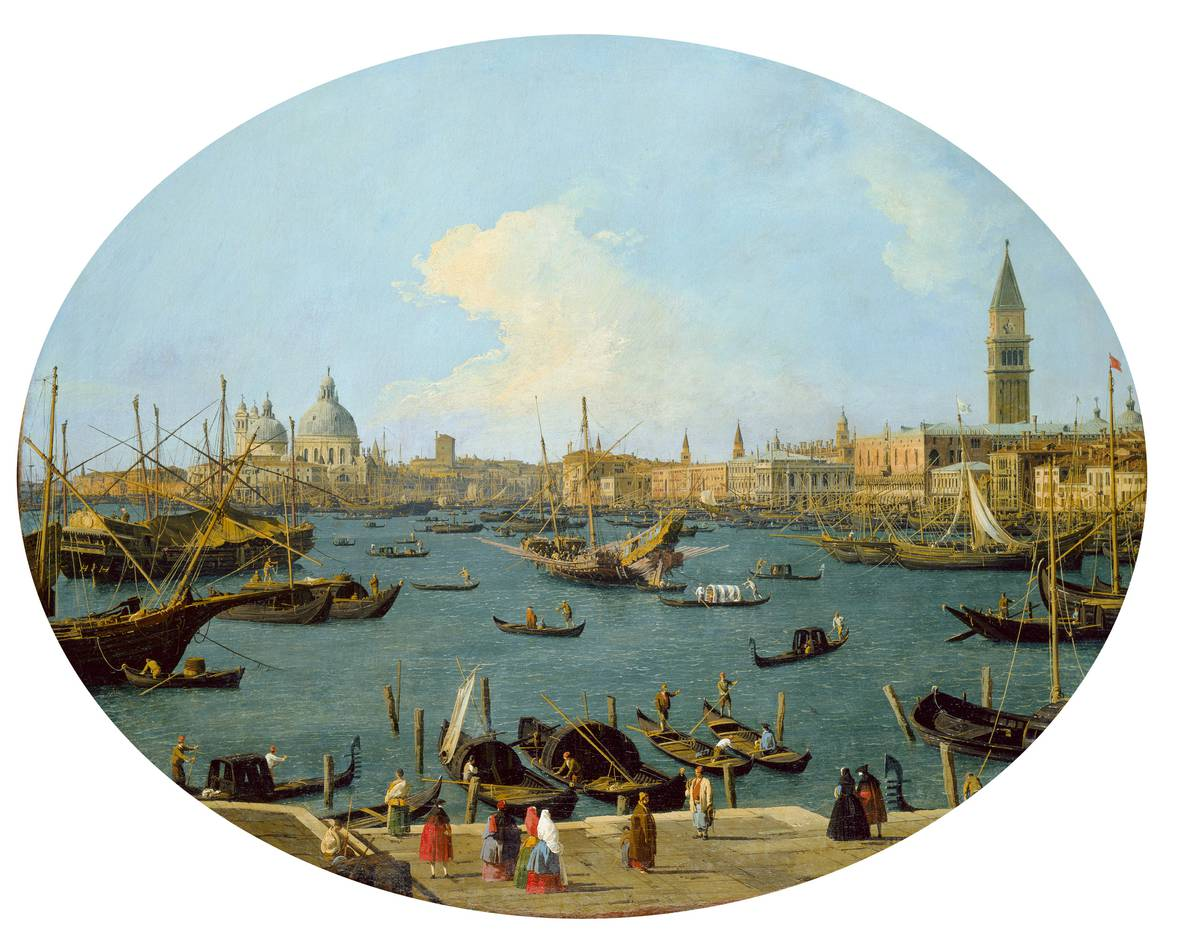
Venedig, von der Riva degli Schiavoni aus gesehen (Veneţia, văzută de la Riva degli Schiavoni), de Canaletto, 1730/1740
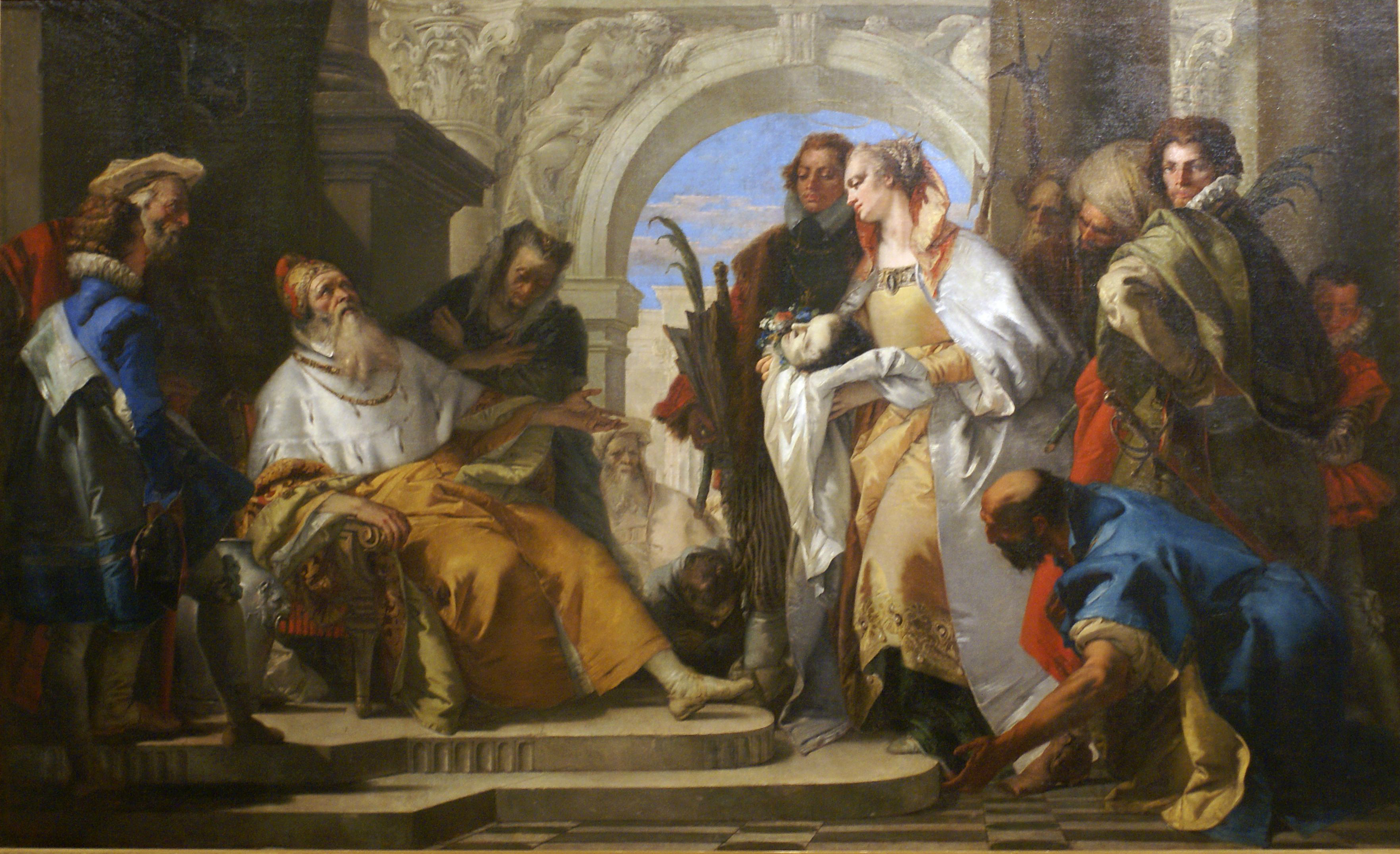
The saints of the family Grotta (Sfinţii familiei Grotta), de Giovanni Battista Tiepolo, 1750
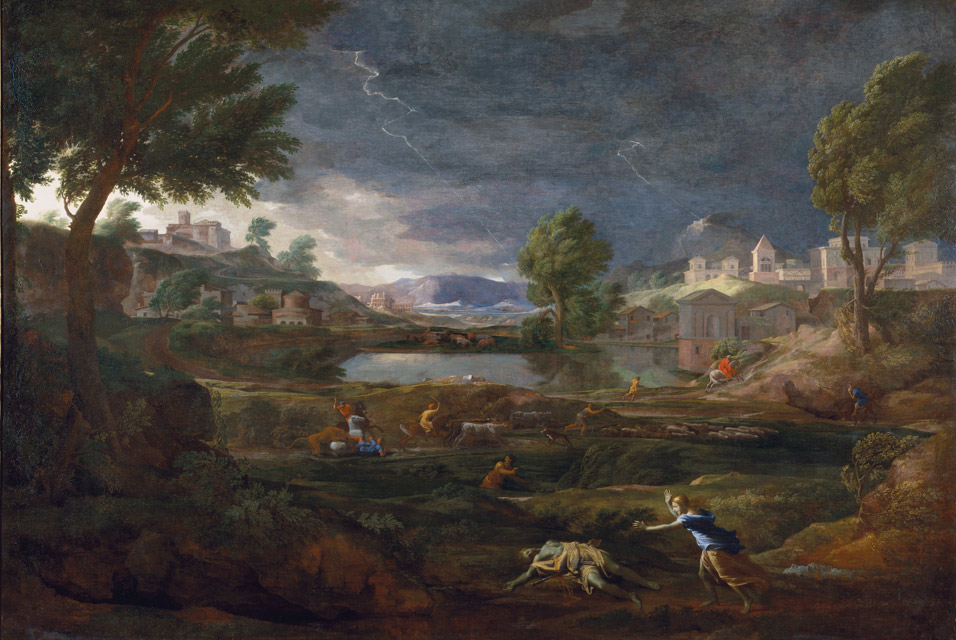
Gewitterlandschaft mit Pyramus und Thisbe (Peisaj de furtună cu Pyramus şi Thisbe), de Nicolas Poussin, 1651
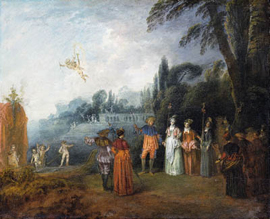
Die Einschiffung nach Kythera (Îmbarcarea spre Kythera), de Antoine Watteau, circa 1710

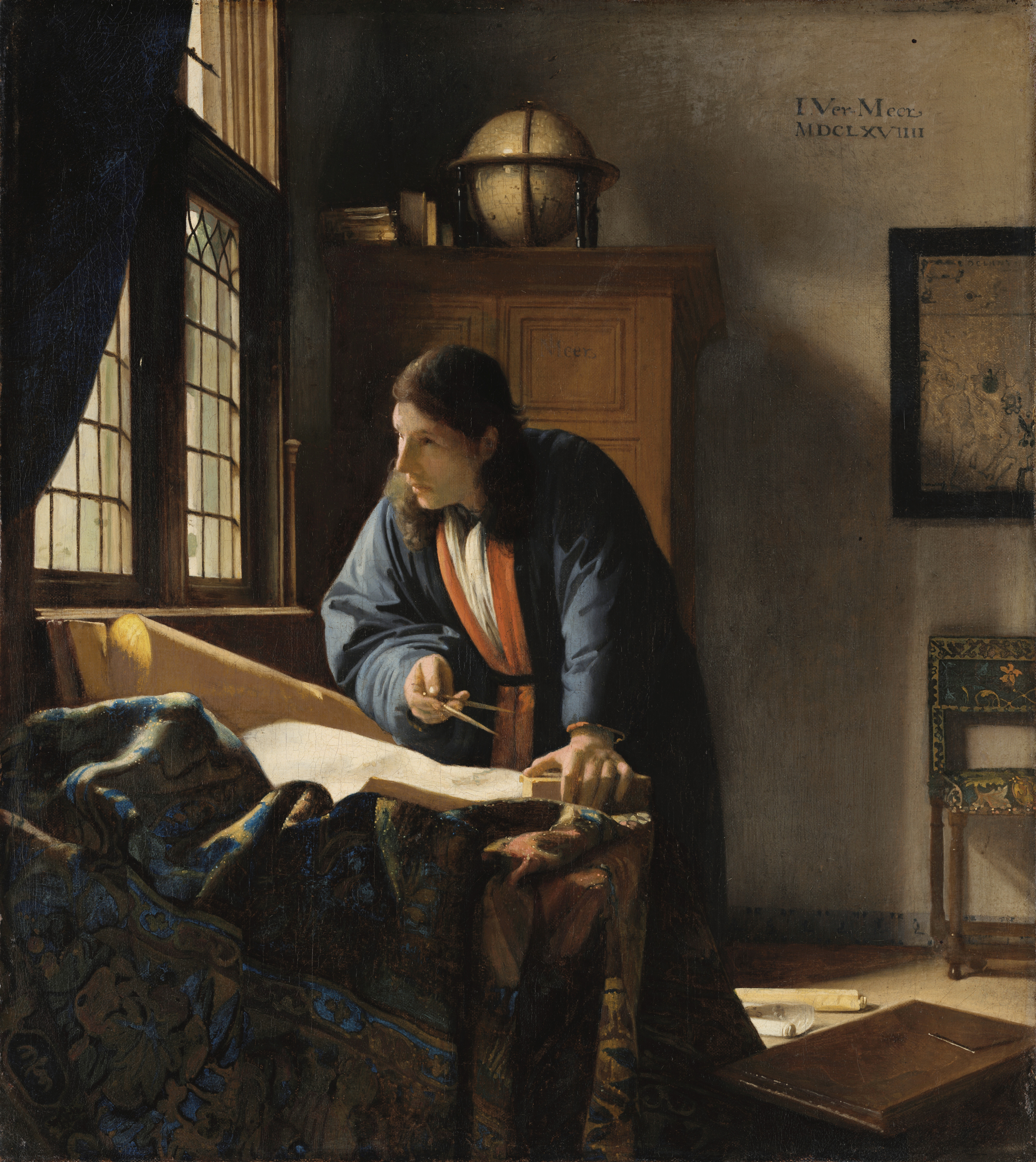
Der Geograph (Geograful), de Jan Vermeer, 1669
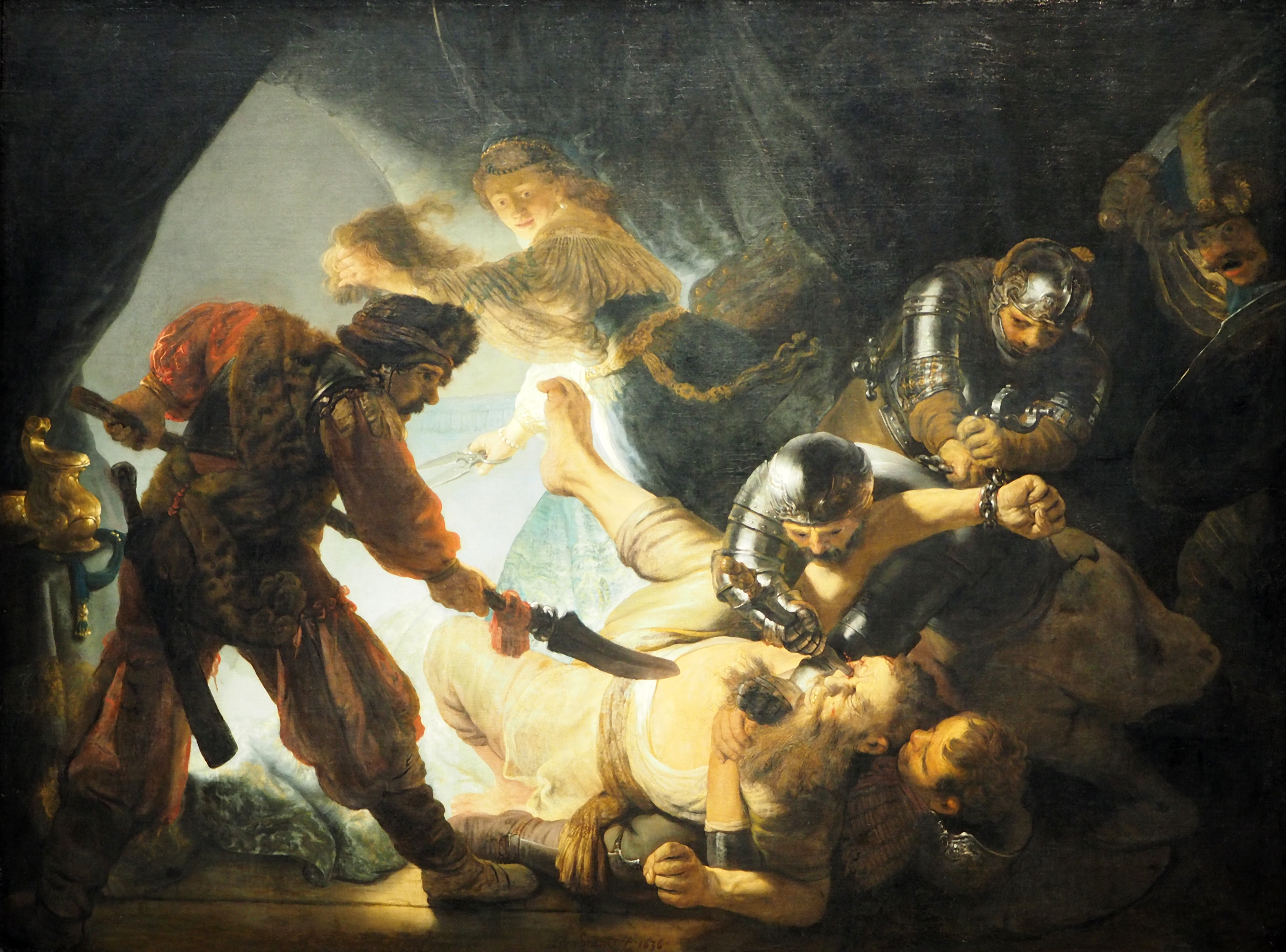
Die Blendung Simons (Orbirea lui Simon), de Rembrandt van Rijn, 1636
Das Haarlemer Meer (Marea la Haarlem), de Jan van Goyen, 1656
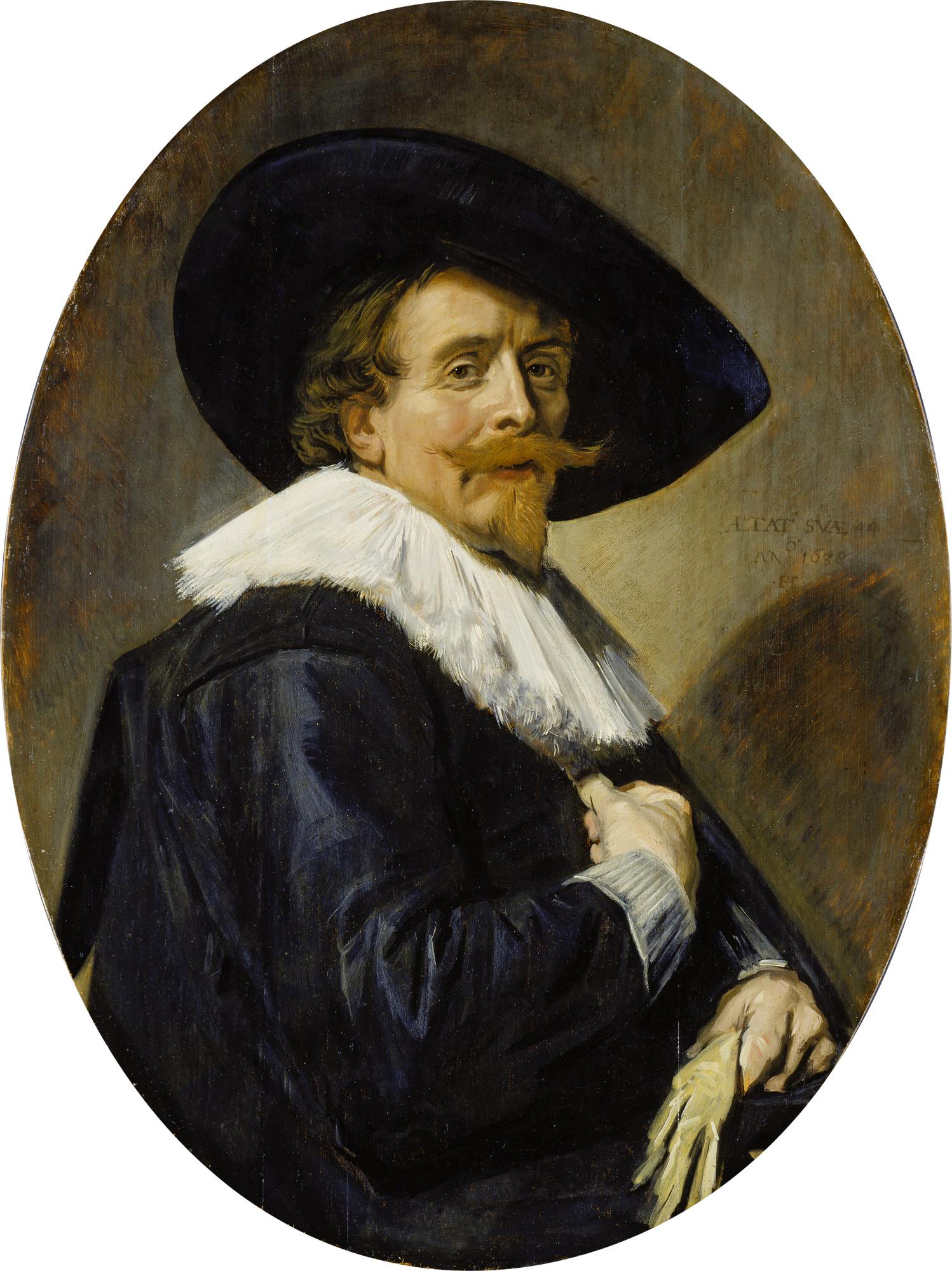
Hälfte des Bildnisses eines Mannes und einer Frau (jumătate din Portretul unui bărbat şi al unei femei), de Frans Hals, 1638

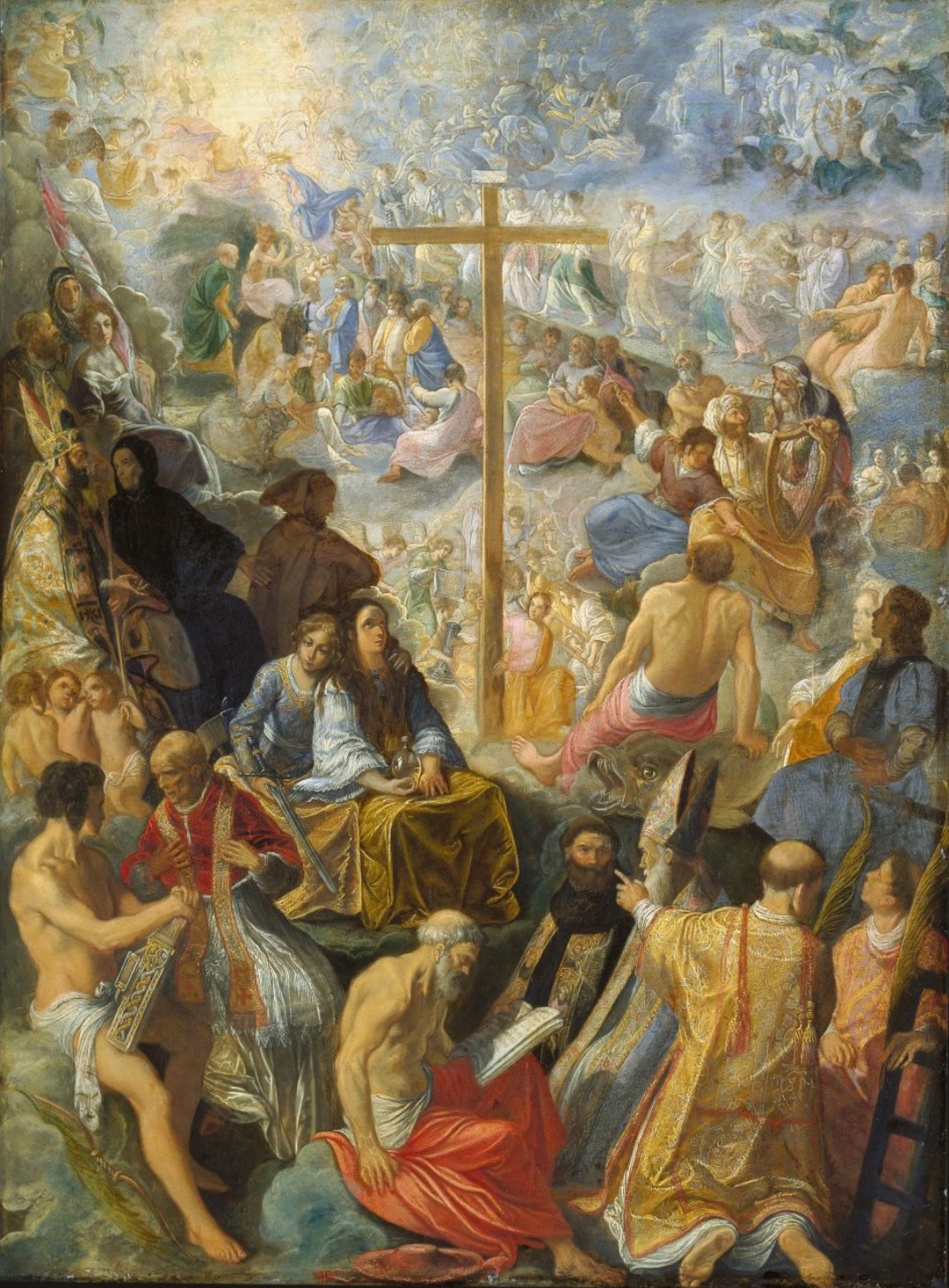
Mitteltafel des Frankfurter Kreuzaltar (tabloul mijlociu din Altarul crucii din Frankfurt), de Adam Elsheimer, 1605/1609
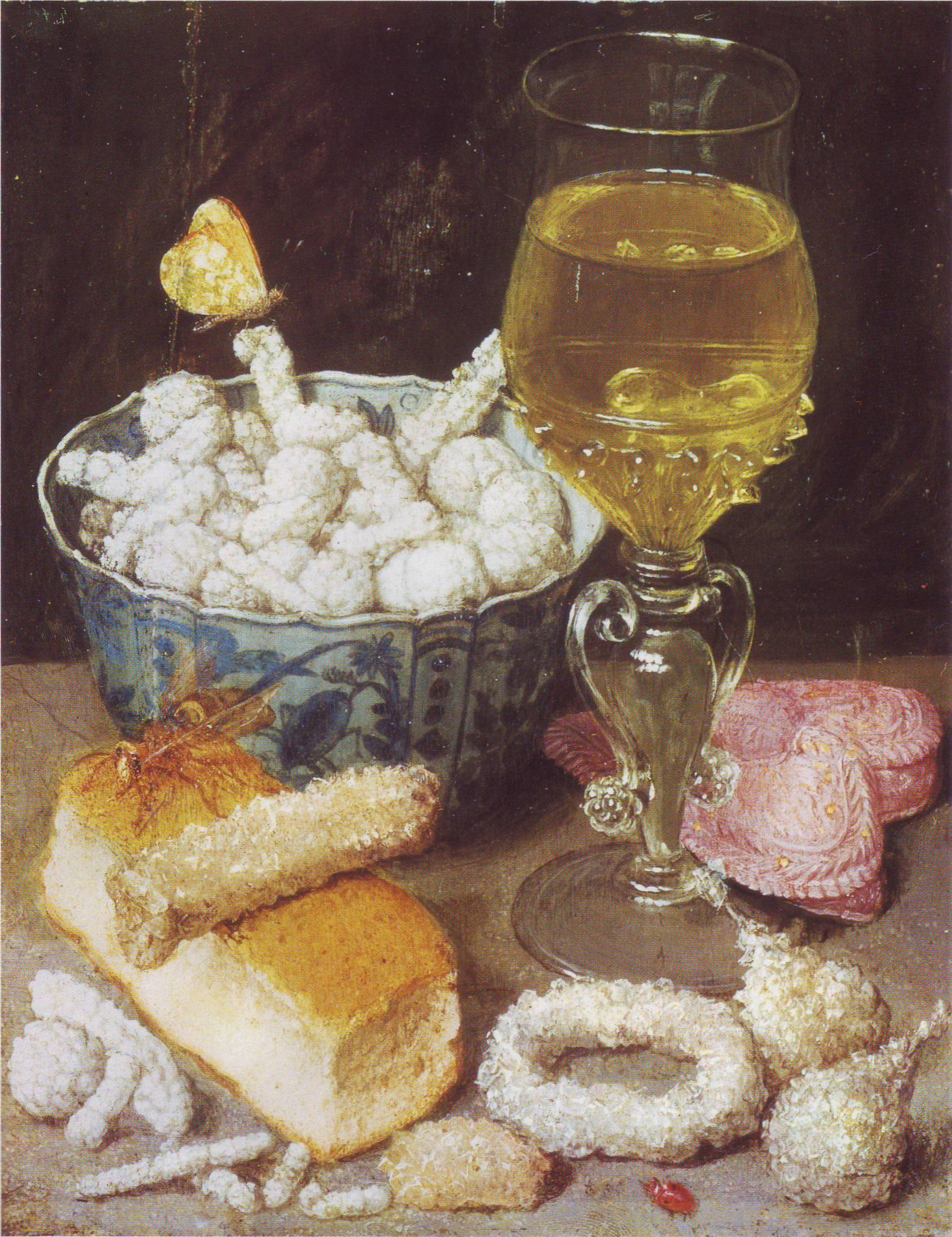
Stillleben mit Brot und Zuckerwerk (Natură moartă cu pâine şi decoraţii de zahăr), de Georg Flegel, 1637
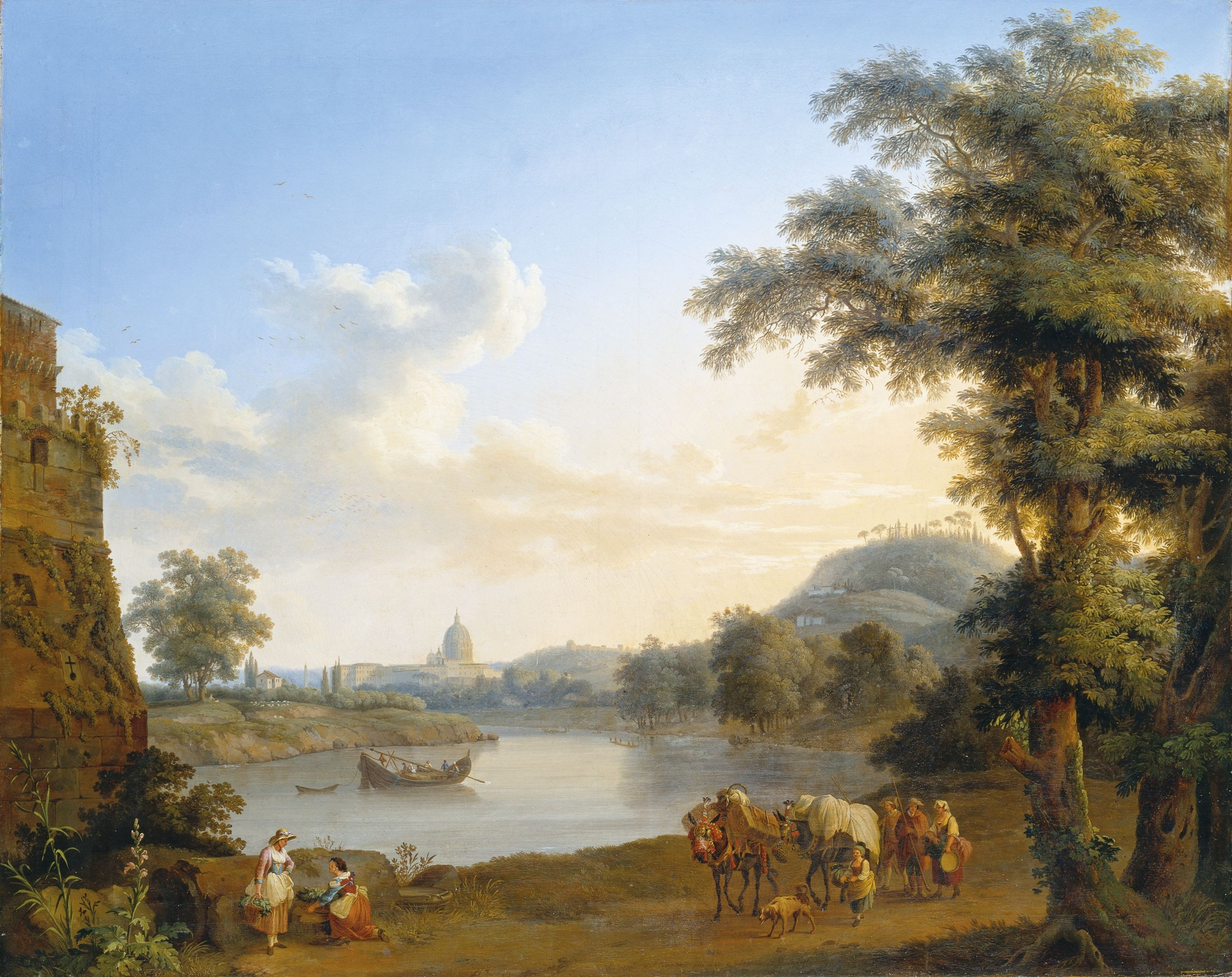
Blick auf St. Peter in Rom (Privire spre Sf. Petru din Roma), de Jacob Philipp Hackert, 1777
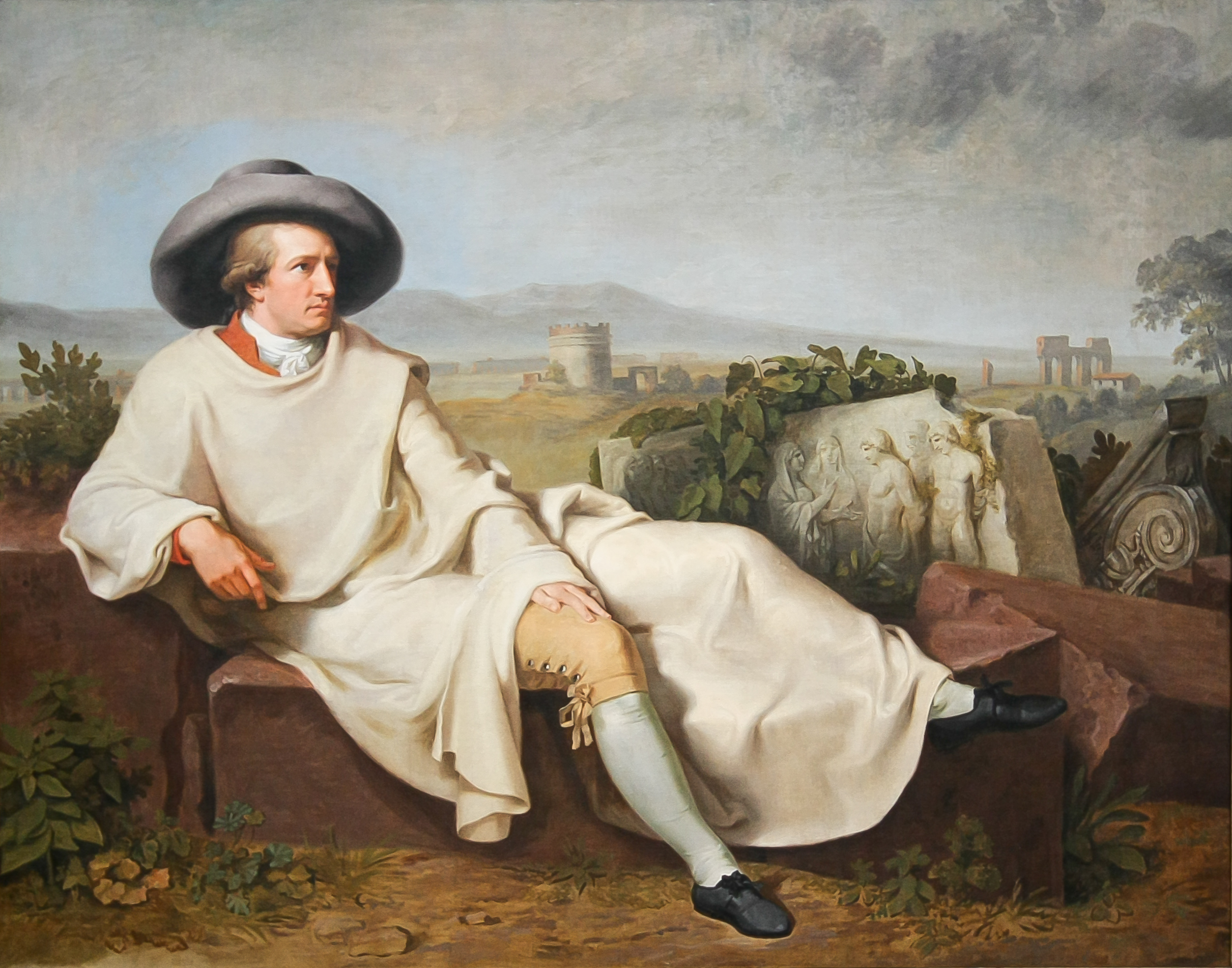
Goethe in der Campagna (Goethe în Campagna), de Johann Heinrich Wilhelm Tischbein, 1787

### Secolul al XIX-lea

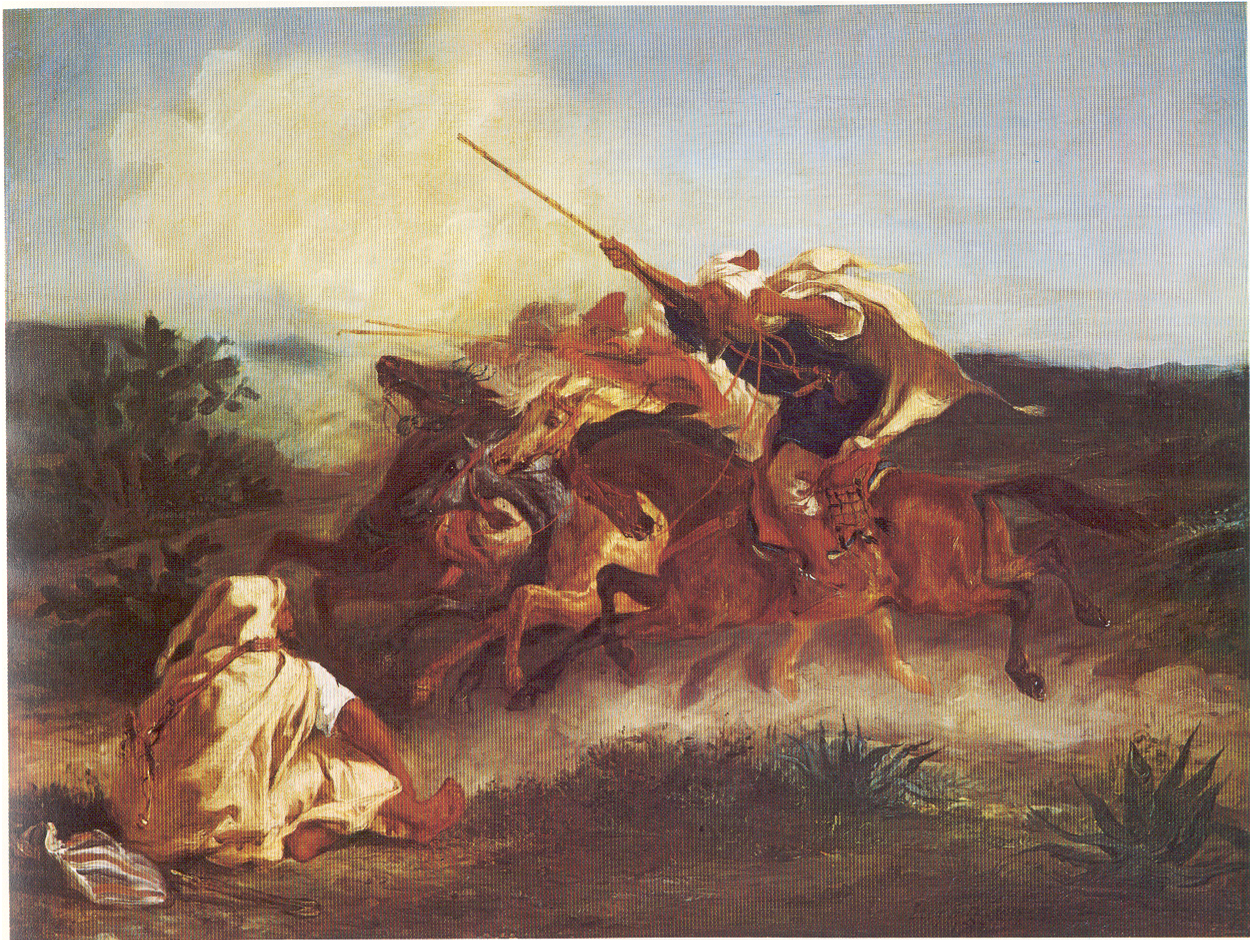
Fantasia arabe, de Eugène Delacroix, 1833
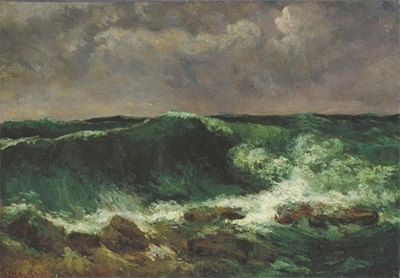
Die Welle (Valul), de Gustave Courbet, 1869/1870
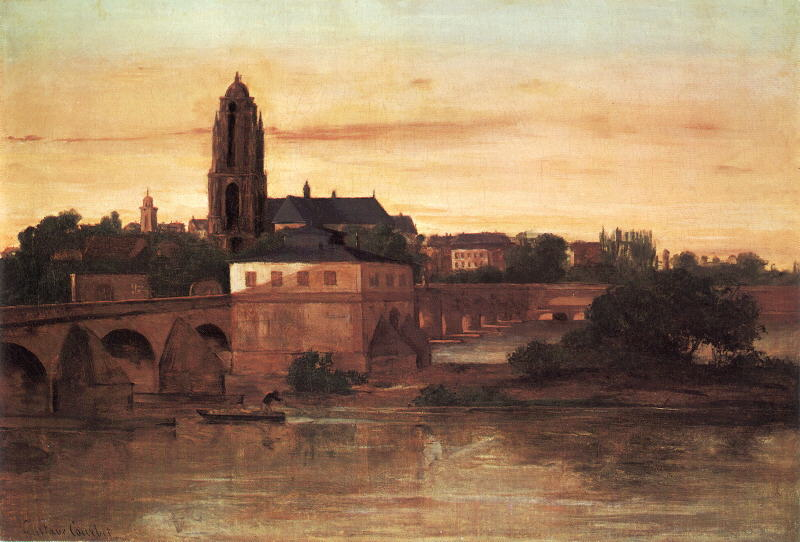
Blick auf Frankfurt am Main mit der Alten Brücke von Sachsenhausen her (Privire spre Frankfurt cu Podul Vechi, văzute din cartierul Sachsenhausen), de Gustave Courbet, 1858
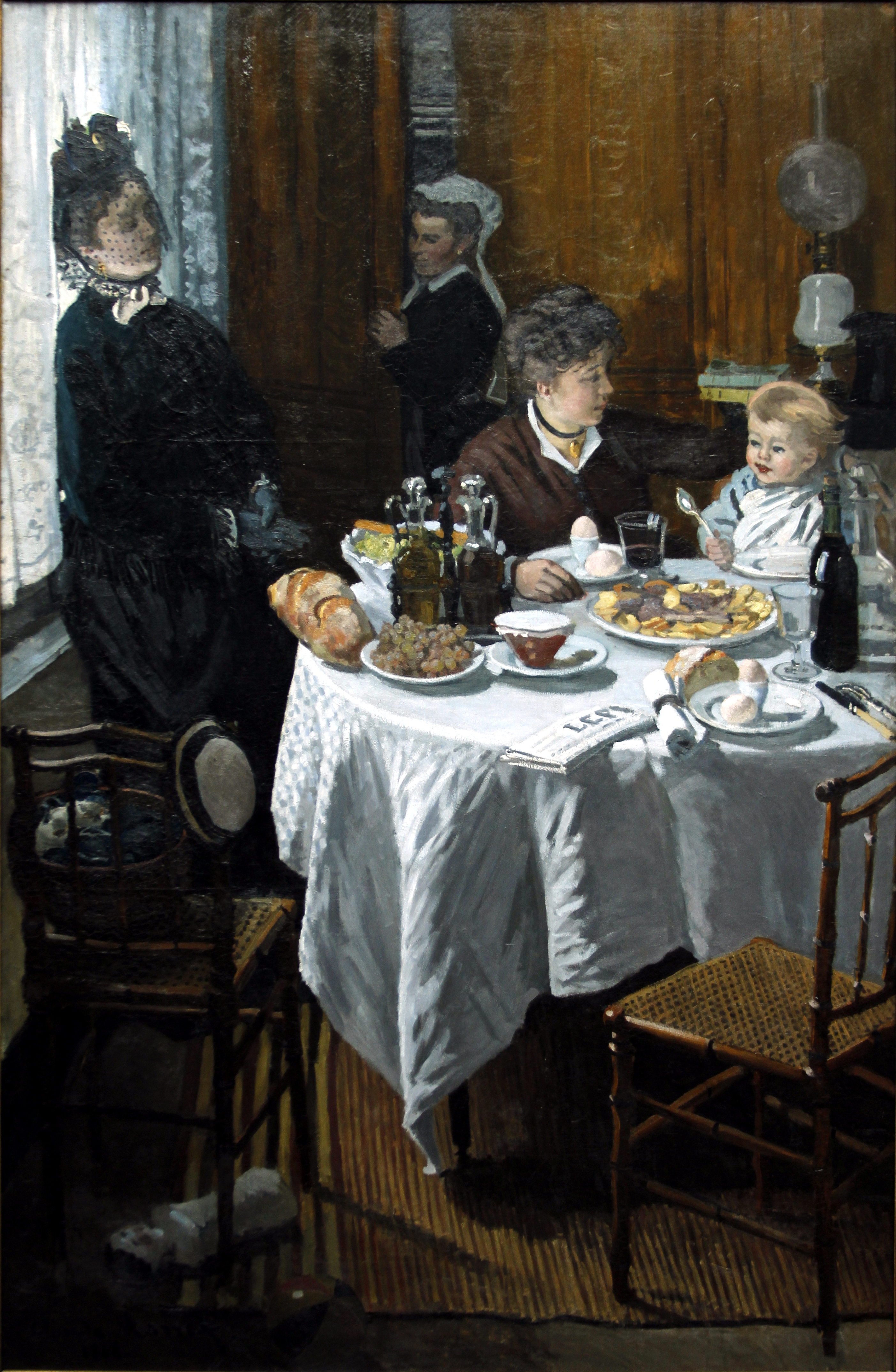
Das Frühstück (Micul dejun), de Claude Monet, 1868

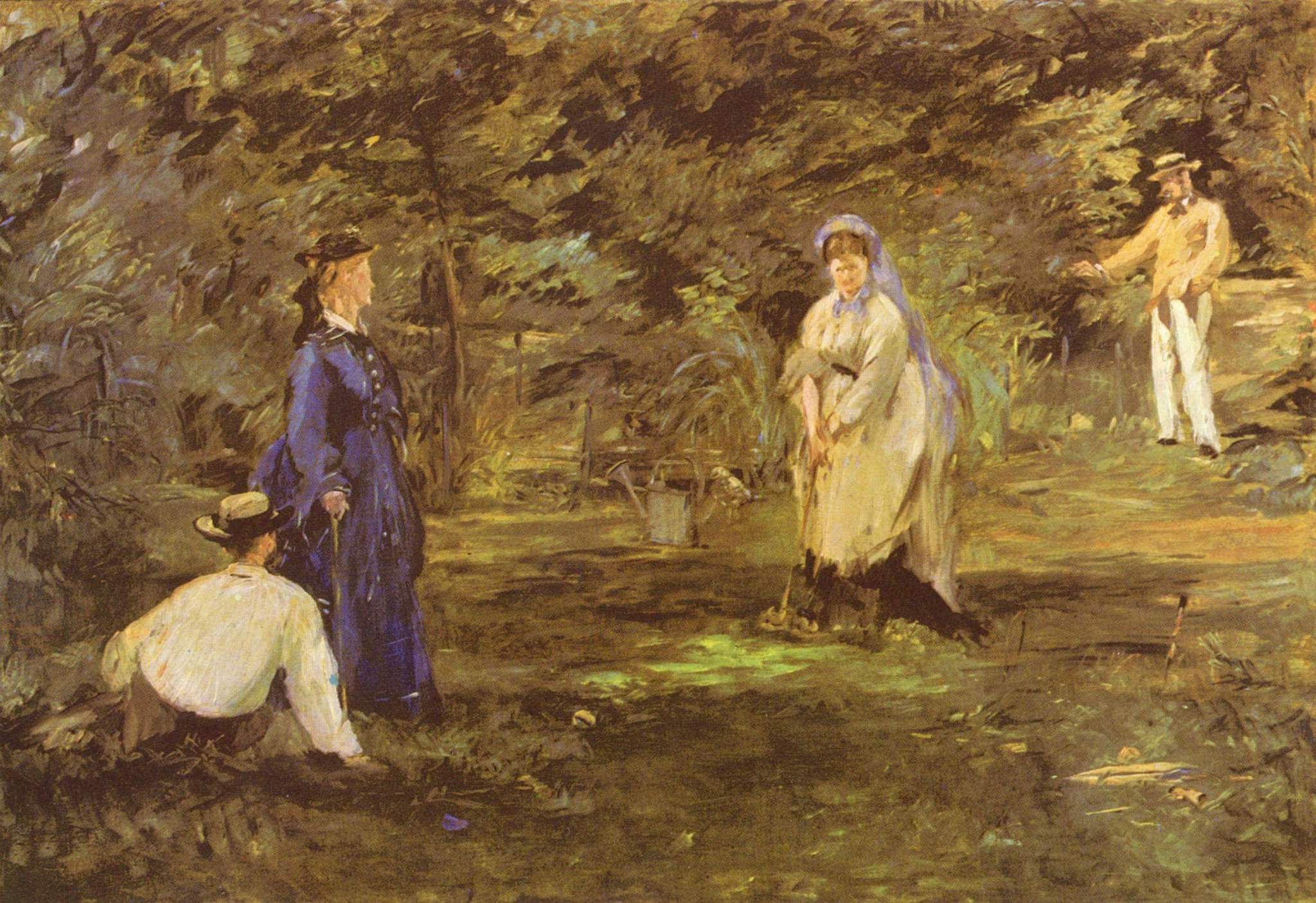
Die Krocketpartie (O partidă de croquet), de Édouard Manet, 1873
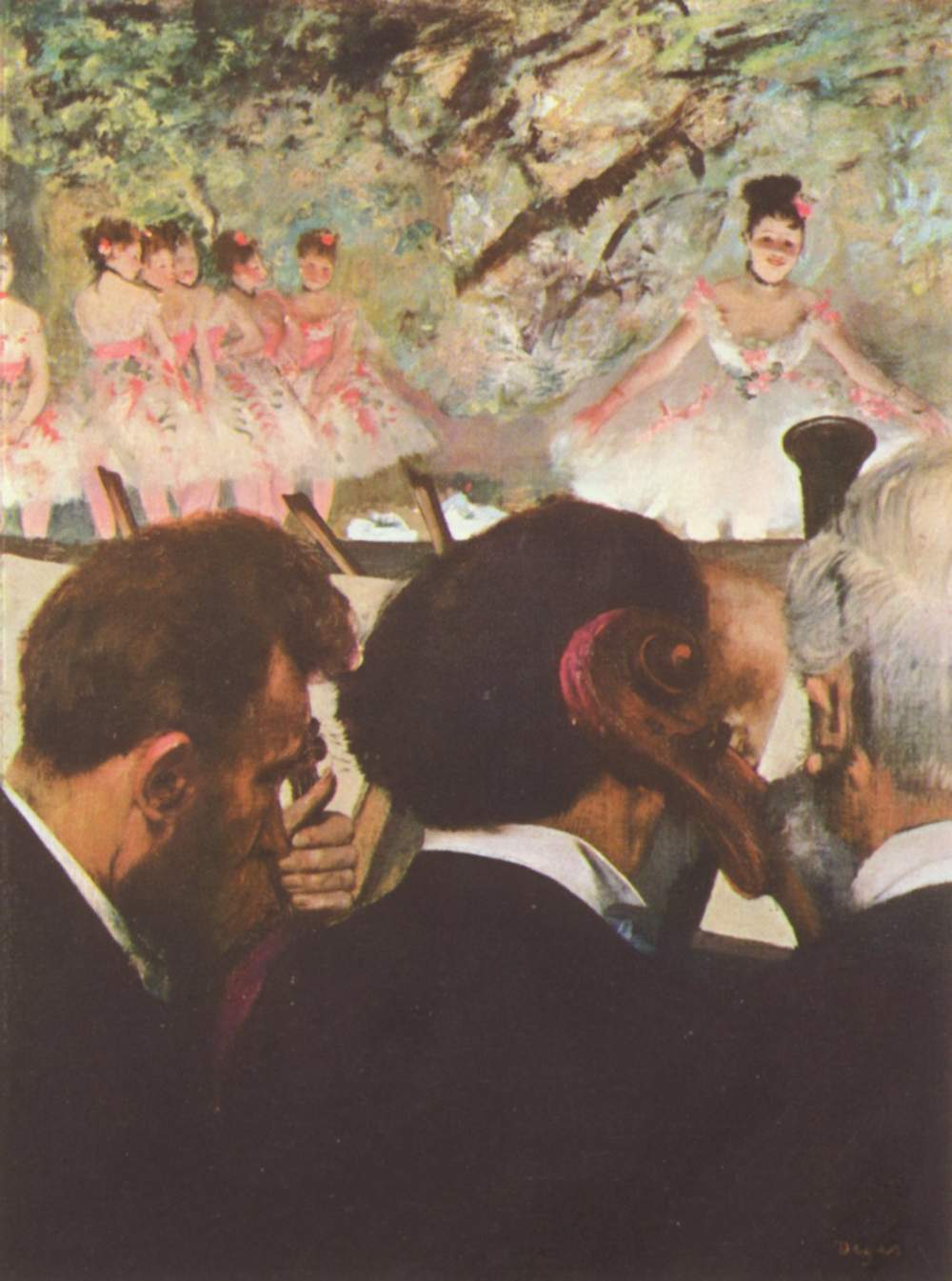
Orchestermusiker (Cântăreţi de orchestrei), de Edgar Degas, 1870/1871
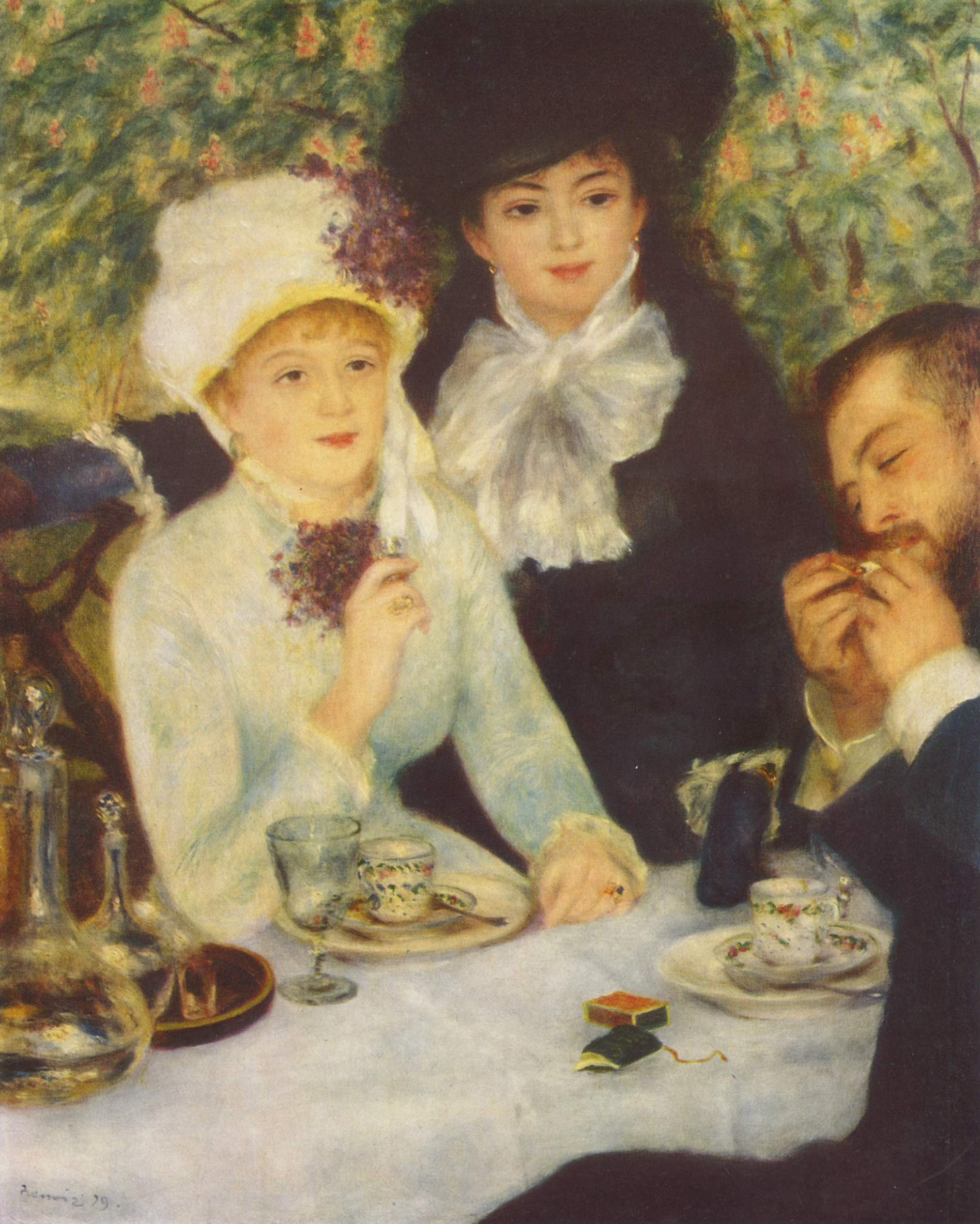
Am Ende des Frühstücks (La sfârşit de mic dejun), de Pierre-Auguste Renoir, 1879

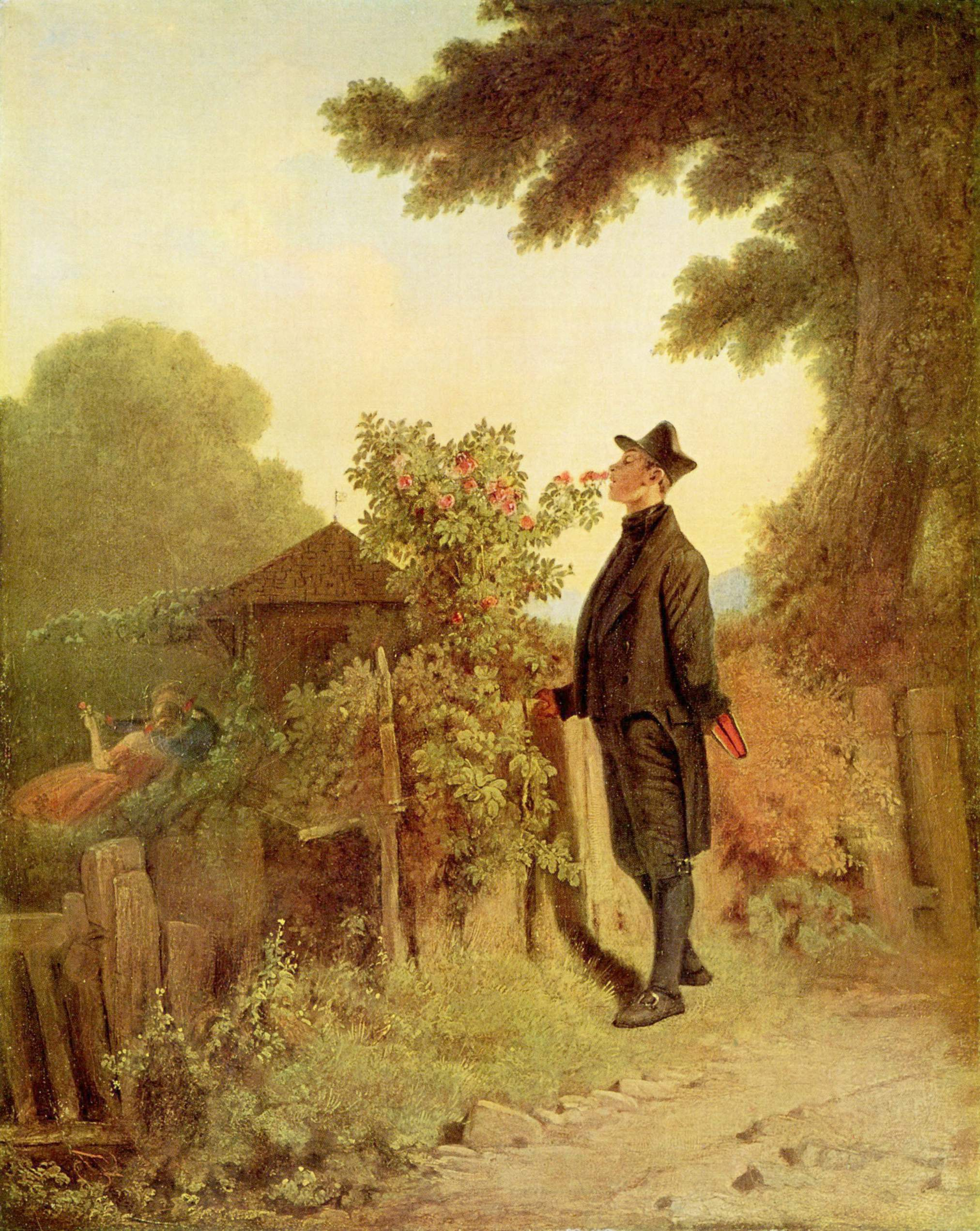
Rosenduft-Erinnerung (Amintirea parfumului trandafirilor), de Carl Spitzweg, 1850
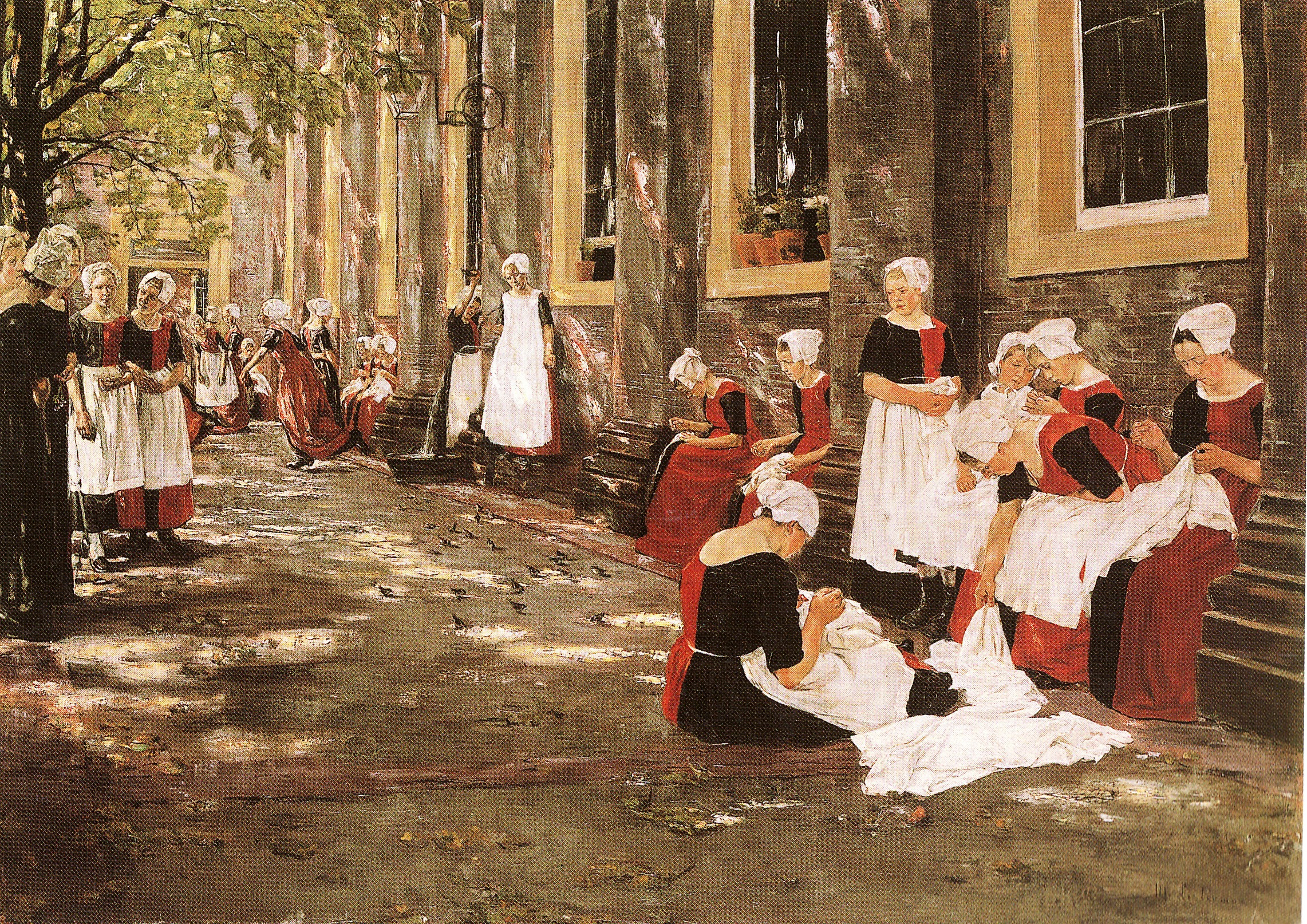
Der Hof des Waisenhauses in Amsterdam (Freistunde im Amsterdamer Waisenhaus (Curtea orfelinatului din Amsterdam), de Max Liebermann, 1881/1882

### Epoca modernă

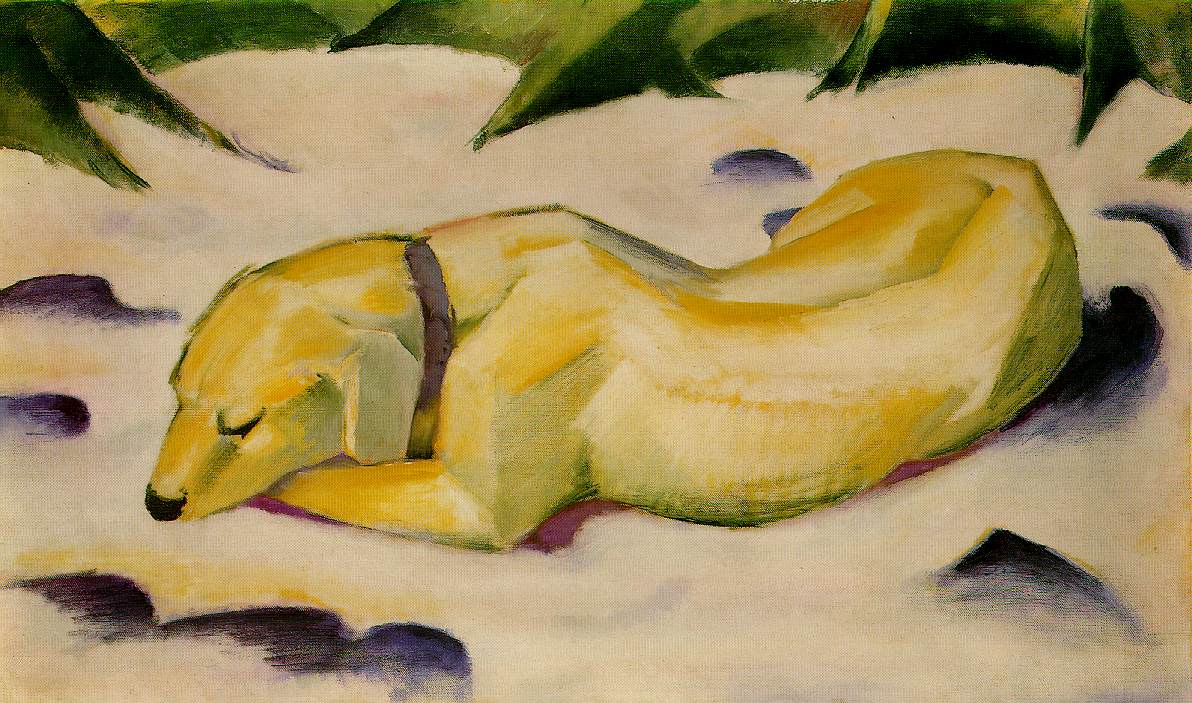
Liegender Hund im Schnee (Câine culcat pe zăpadă), de Franz Marc, 1910/1911

### Colecții grafice

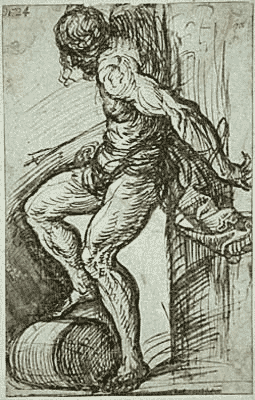
Studie für den heiligen Sebastian des Hochaltars (Studiu pentru Sf. Sebastian de pe altarul principal), de Tizian, înainte de 1522
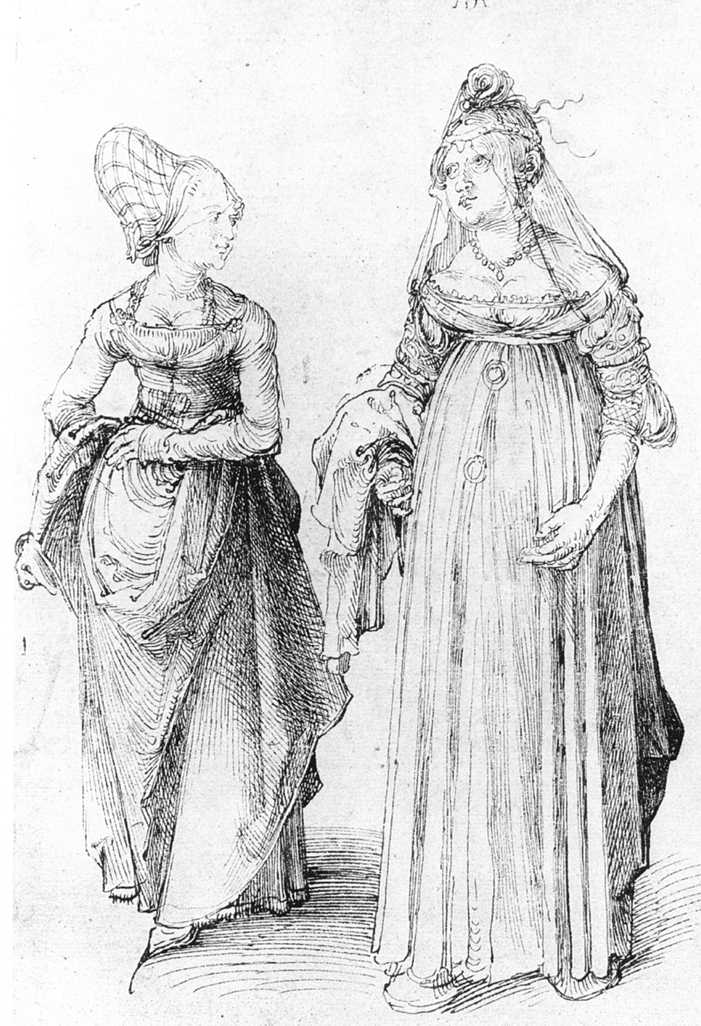
Nürnbergerin und Venezianerin (Două femei, din Nürnberg şi din Veneţia), de Albrecht Dürer, circa 1495
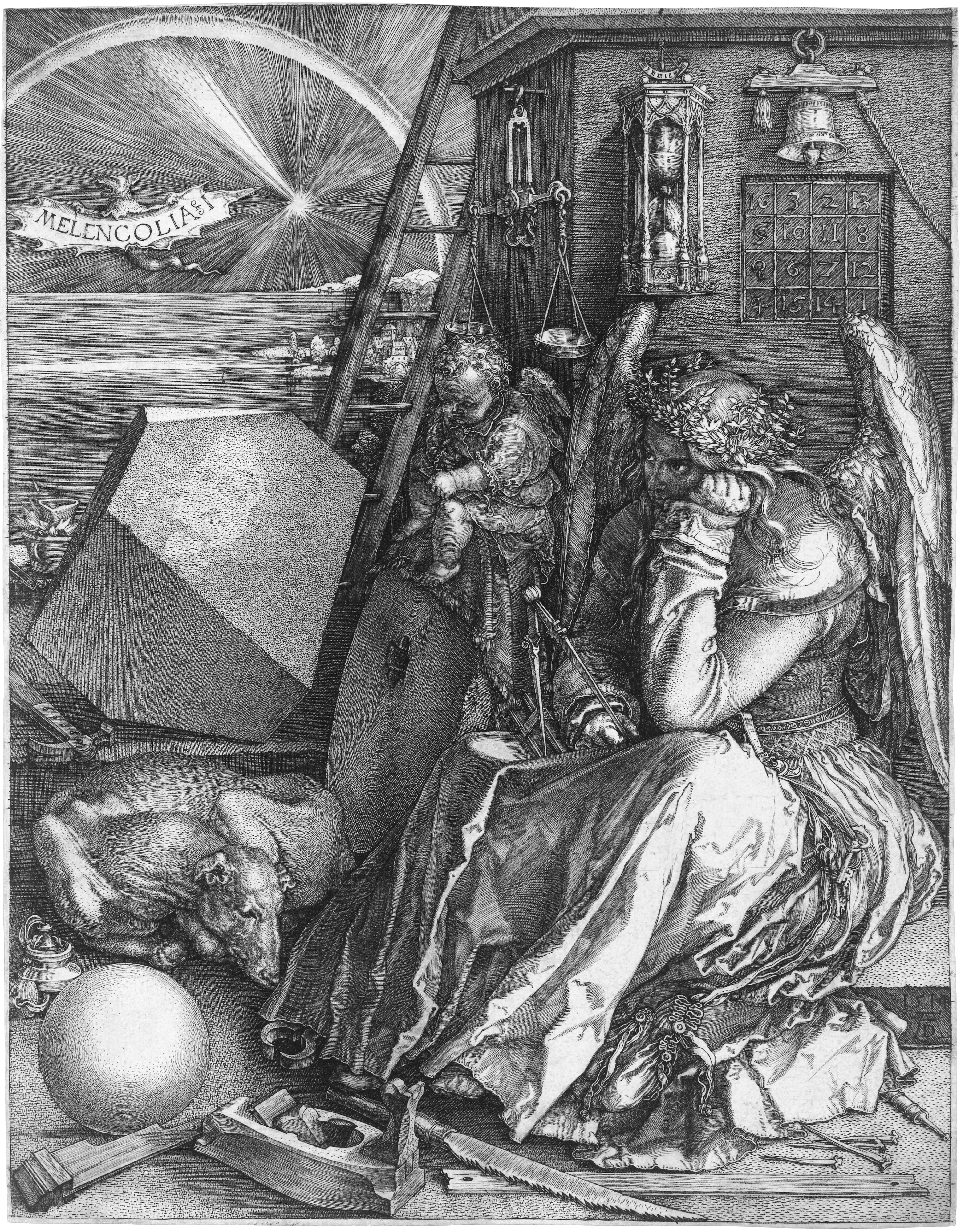
Die Melancholie (Melancolia), de Albrecht Dürer, 1514
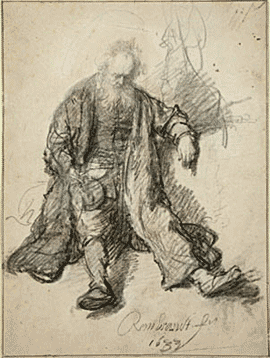
Der trunkene Lot (Lot, ameţit de băutură), de Rembrandt van Rijn, 1630/1631

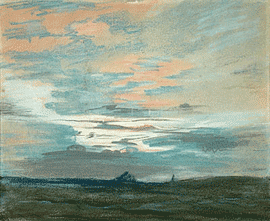
Sonnenuntergang (Apus de soare), de Eugène Delacroix, 1850
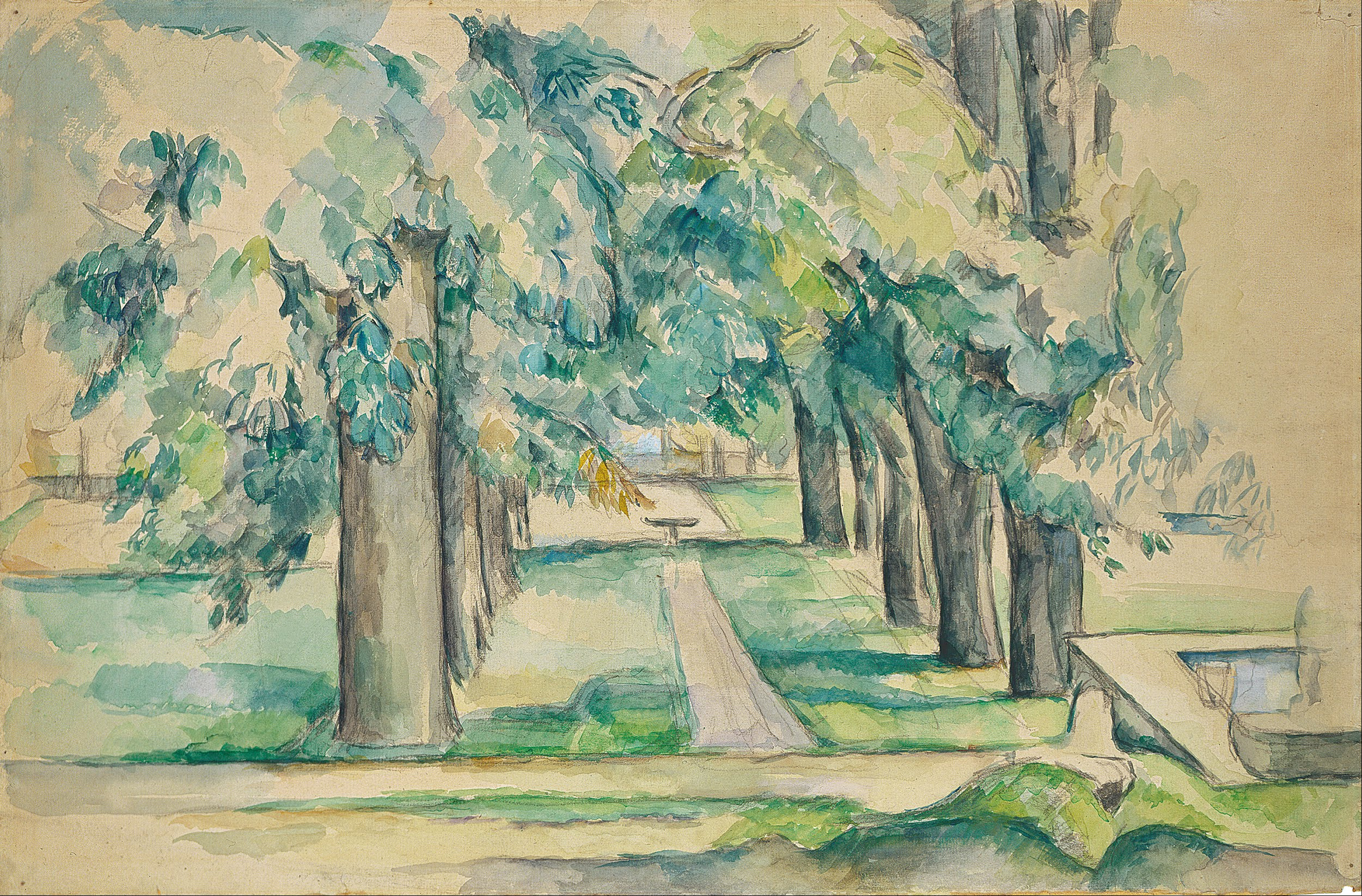
Allée des Marronniers au „Jas de Bouffan” (Alee de castani la „Jas de Bouffan”), de Paul Cézanne, 1884/1887